# 飛騨市
飛騨市 あるいは 飛驒市（ひだし）は、岐阜県の最北端に位置する市。

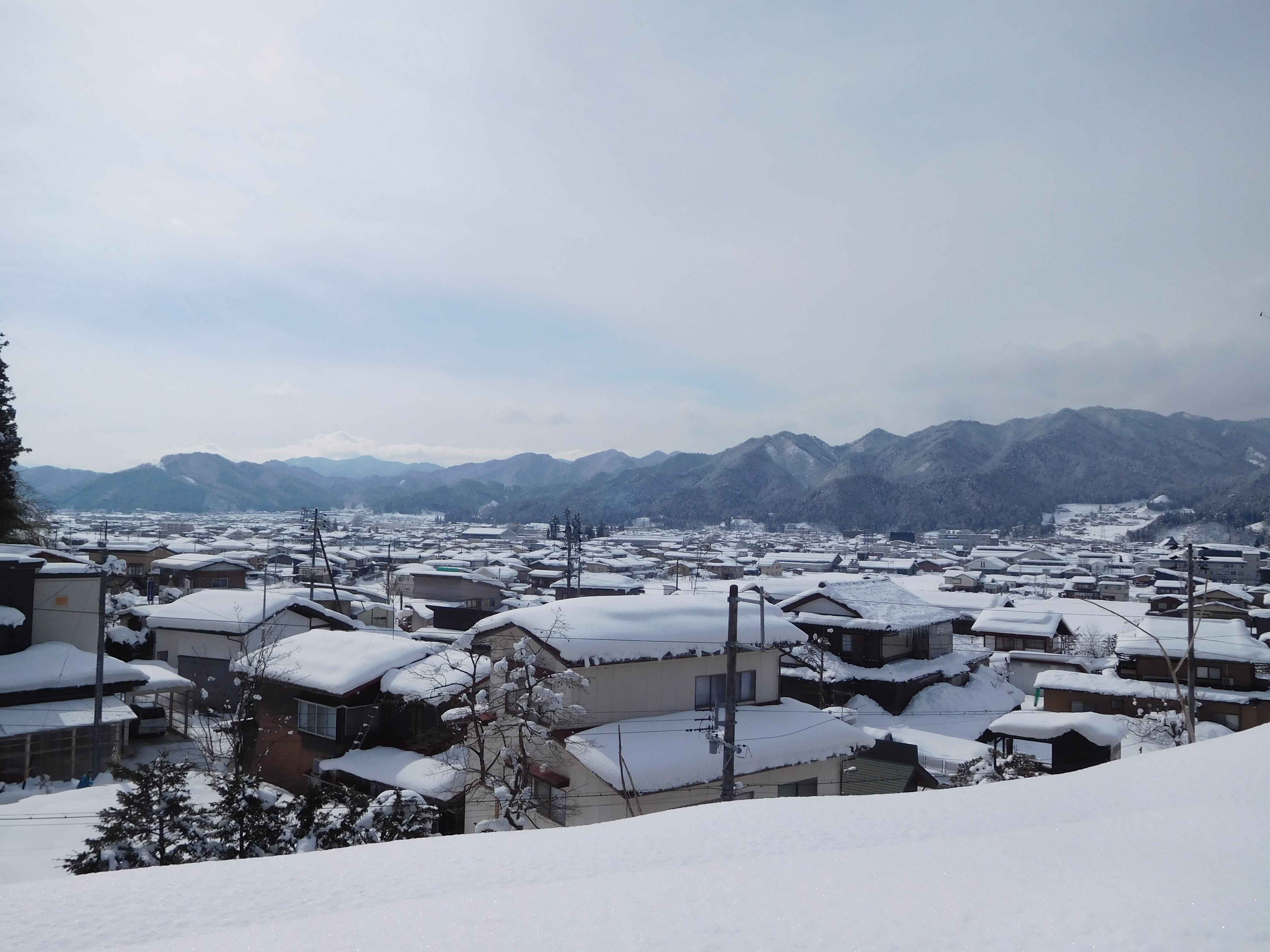
飛騨市中心部

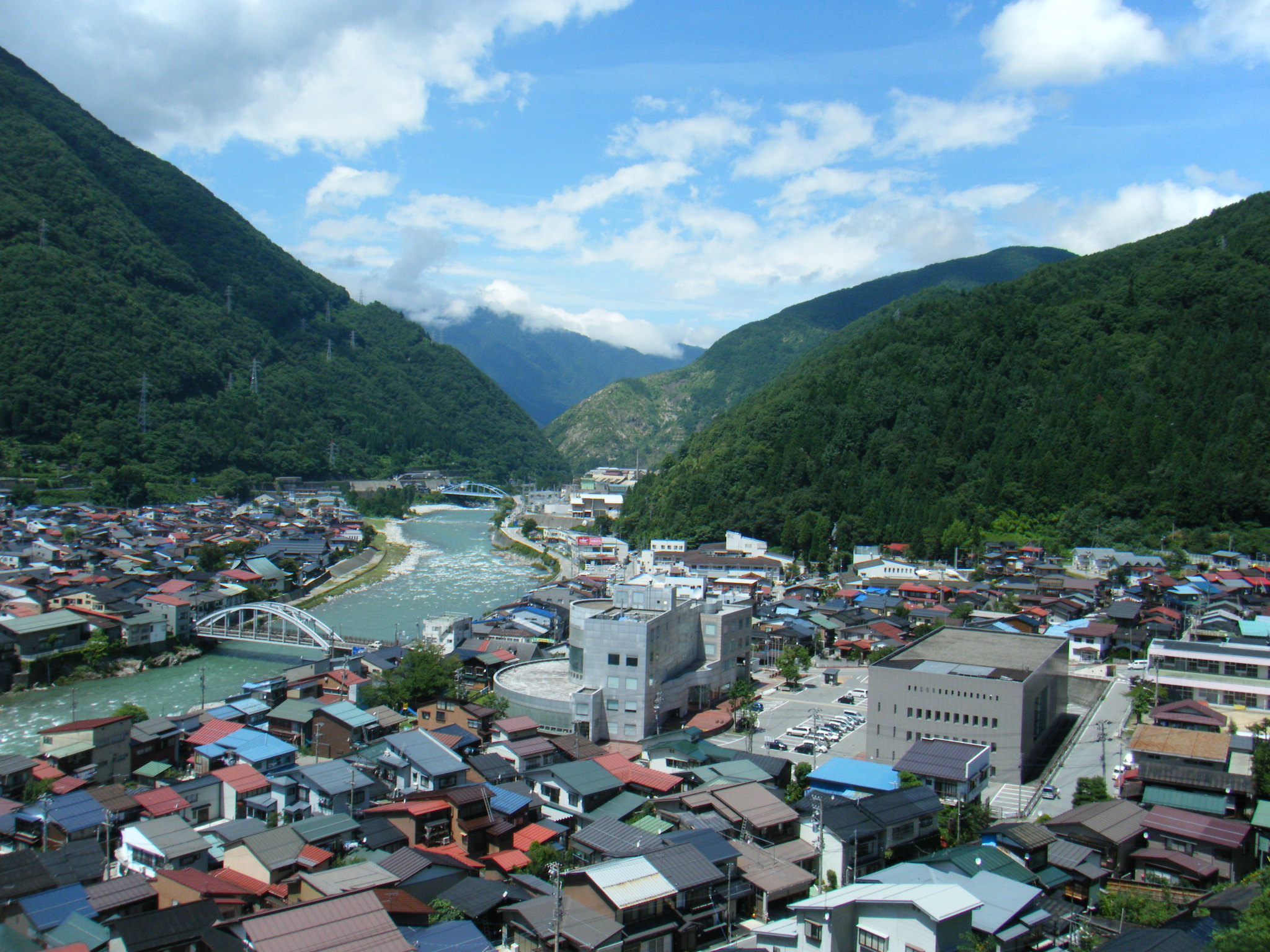
神岡城より望む神岡の町並み

## 概要
2004年（平成16年）2月1日、平成の大合併により吉城郡古川町・神岡町・河合村・宮川村が合併して飛騨市が誕生した。飛騨市を設置したときの人口は約3万人。飛驒市役所は旧古川町役場に置かれている。

### 表記について
2004年に市として設置する際に総務省が公告した名称は「飛驒市」（「驒」の旁部が「單」=〈上部にロふたつ、「単」の旧字体〉）である。
ただし、通常は「飛騨市」（「騨」の旁部が「単」、「驒」の俗字）を使用しても差し支えないものとしており、市の公式表記では「飛驒市」が用いられ、通常時は「飛驒市」「飛騨市」どちらの字体の使用も認められている。
なお本項では原則として「飛騨市」を用いるが、市設置の施設・組織名等では「飛驒市」の表記を用いる。

## 地理

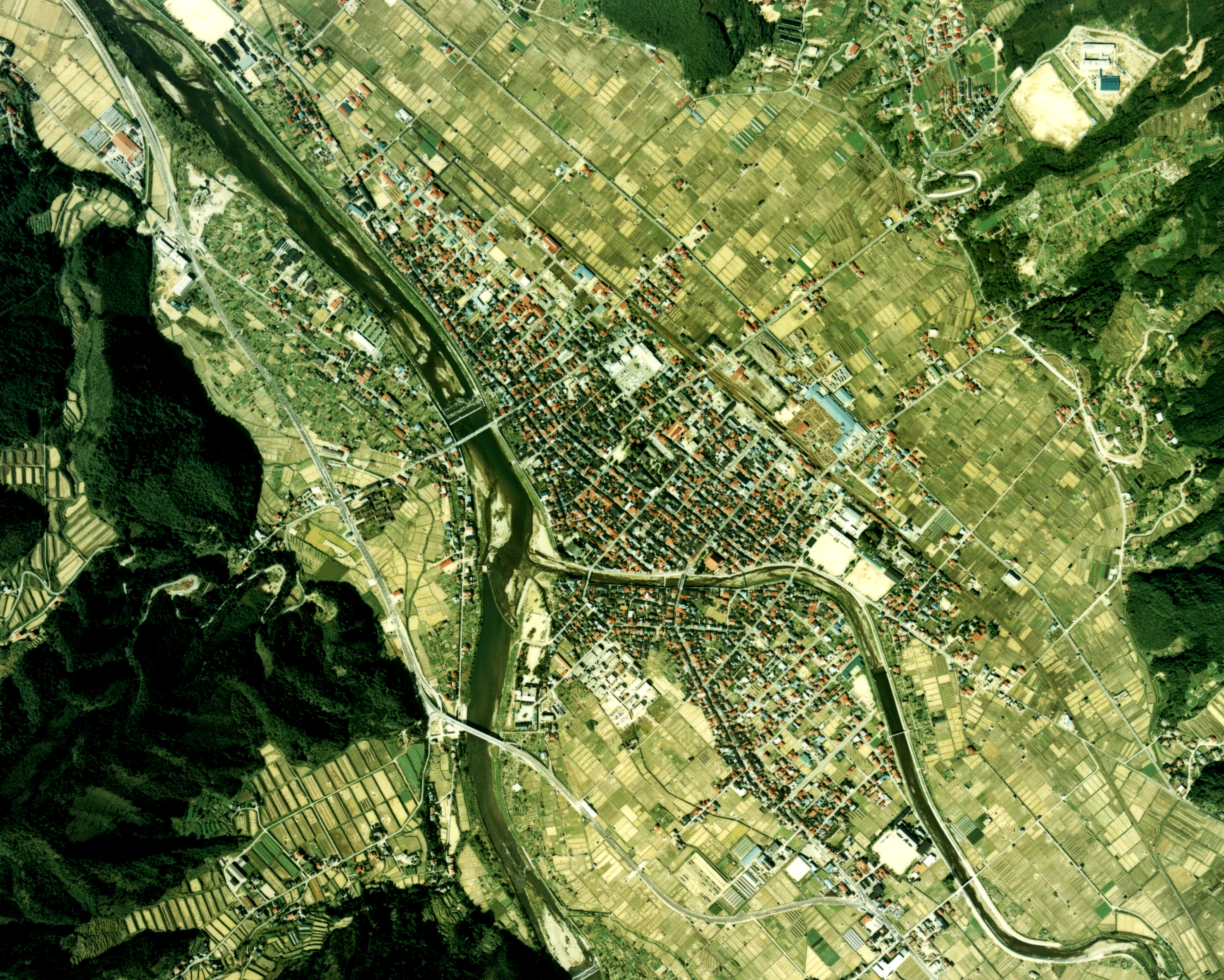
飛騨古川地区周辺の空中写真。1977年撮影。
。

### 位置
飛騨高地の北部に位置する。地勢的には、神通川水系高原川流域にあたる東部と、同水系宮川流域にあたる西部に分かれ、両者の間を山地が分かつ。宮川沿いの盆地と、高原川沿いの河岸段丘に人口が密集する。
面積の大半は山林である。市の境界と内部に標高1,000メートル以上の山々が数多く連なる。飛騨山脈にかかる北東端だけが2,000メートルを越える。

### 地形

#### 山岳
主な山
| - 黒部五郎岳 - 北ノ俣岳 - 金剛堂山 - 寺地山 - 桑崎山 | - 天蓋山 - 漆山岳 - 流葉山 - 高山 - 猪臥山 | - 尾崎山 - 御前山 - 水無山 - 蕎麦角山 - 白木峰 |  |  |

#### 河川
主な川
- 宮川
- 小鳥川
- 高原川

#### 湖沼
主な湖
- 浅井田ダム
- 下小鳥ダム
- 新猪谷ダム

#### 島嶼
主な島
- 灘見島 - 高原川の中州にある島

### 隣接自治体
岐阜県
- 高山市
- 大野郡：白川村

富山県
- 富山市
- 南砺市

## 人口
| |                                        |  |
| 飛騨市と全国の年齢別人口分布（2005年） | 飛騨市の年齢・男女別人口分布（2005年） |  |
| ■紫色 ― 飛騨市 ■緑色 ― 日本全国 | ■青色 ― 男性 ■赤色 ― 女性              |  |
| 飛騨市（に相当する地域）の人口の推移 \| 1970年（昭和45年） \| 40,965人 \| \| \| 1975年（昭和50年） \| 38,384人 \| \| \| 1980年（昭和55年） \| 36,100人 \| \| \| 1985年（昭和60年） \| 34,641人 \| \| \| 1990年（平成2年） \| 32,690人 \| \| \| 1995年（平成7年） \| 31,247人 \| \| \| 2000年（平成12年） \| 30,421人 \| \| \| 2005年（平成17年） \| 28,902人 \| \| \| 2010年（平成22年） \| 26,732人 \| \| \| 2015年（平成27年） \| 24,696人 \| \| \| 2020年（令和2年） \| 22,538人 \| \| |                                        |  |
| 総務省統計局 国勢調査より |                                        |  |
| 1970年（昭和45年） | 40,965人                               |  |
| 1975年（昭和50年） | 38,384人                               |  |
| 1980年（昭和55年） | 36,100人                               |  |
| 1985年（昭和60年） | 34,641人                               |  |
| 1990年（平成2年） | 32,690人                               |  |
| 1995年（平成7年） | 31,247人                               |  |
| 2000年（平成12年） | 30,421人                               |  |
| 2005年（平成17年） | 28,902人                               |  |
| 2010年（平成22年） | 26,732人                               |  |
| 2015年（平成27年） | 24,696人                               |  |
| 2020年（令和2年） | 22,538人                               |  |

## 気候
寒暖の差が大きく気温の年較差、日較差が大きい顕著な大陸性気候である。旧河合村、旧宮川村、旧神岡町は特別豪雪地帯に指定されている。旧古川町は豪雪地帯に指定されている。
| 神岡（1991年 - 2020年）の気候      | 神岡（1991年 - 2020年）の気候 | 神岡（1991年 - 2020年）の気候 | 神岡（1991年 - 2020年）の気候 | 神岡（1991年 - 2020年）の気候 | 神岡（1991年 - 2020年）の気候 | 神岡（1991年 - 2020年）の気候 | 神岡（1991年 - 2020年）の気候 | 神岡（1991年 - 2020年）の気候 | 神岡（1991年 - 2020年）の気候 | 神岡（1991年 - 2020年）の気候 | 神岡（1991年 - 2020年）の気候 | 神岡（1991年 - 2020年）の気候 | 神岡（1991年 - 2020年）の気候 |
| 月                                 | 1月                           | 2月                           | 3月                           | 4月                           | 5月                           | 6月                           | 7月                           | 8月                           | 9月                           | 10月                          | 11月                          | 12月                          | 年                            |
| ---------------------------------- | ----------------------------- | ----------------------------- | ----------------------------- | ----------------------------- | ----------------------------- | ----------------------------- | ----------------------------- | ----------------------------- | ----------------------------- | ----------------------------- | ----------------------------- | ----------------------------- | ----------------------------- |
| 最高気温記録 °C （°F）             | 17.8 (64)                     | 19.8 (67.6)                   | 26.6 (79.9)                   | 31.8 (89.2)                   | 33.3 (91.9)                   | 35.1 (95.2)                   | 36.8 (98.2)                   | 37.7 (99.9)                   | 37.1 (98.8)                   | 31.1 (88)                     | 27.3 (81.1)                   | 19.8 (67.6)                   | 37.7 (99.9)                   |
| 平均最高気温 °C （°F）             | 3.4 (38.1)                    | 4.5 (40.1)                    | 9.6 (49.3)                    | 17.1 (62.8)                   | 22.6 (72.7)                   | 25.6 (78.1)                   | 28.9 (84)                     | 30.5 (86.9)                   | 25.7 (78.3)                   | 19.8 (67.6)                   | 13.6 (56.5)                   | 6.7 (44.1)                    | 17.4 (63.3)                   |
| 日平均気温 °C （°F）               | −0.8 (30.6)                   | −0.4 (31.3)                   | 3.3 (37.9)                    | 9.6 (49.3)                    | 15.3 (59.5)                   | 19.4 (66.9)                   | 23.1 (73.6)                   | 24.2 (75.6)                   | 19.9 (67.8)                   | 13.5 (56.3)                   | 7.4 (45.3)                    | 2.0 (35.6)                    | 11.4 (52.5)                   |
| 平均最低気温 °C （°F）             | −4.3 (24.3)                   | −4.6 (23.7)                   | −1.5 (29.3)                   | 3.4 (38.1)                    | 9.1 (48.4)                    | 14.5 (58.1)                   | 19.0 (66.2)                   | 19.8 (67.6)                   | 15.7 (60.3)                   | 9.1 (48.4)                    | 2.9 (37.2)                    | −1.5 (29.3)                   | 6.8 (44.2)                    |
| 最低気温記録 °C （°F）             | −14.5 (5.9)                   | −16.7 (1.9)                   | −11.7 (10.9)                  | −6.2 (20.8)                   | −1.1 (30)                     | 4.7 (40.5)                    | 11.0 (51.8)                   | 11.8 (53.2)                   | 4.6 (40.3)                    | −1.8 (28.8)                   | −5.8 (21.6)                   | −13.6 (7.5)                   | −16.7 (1.9)                   |
| 降水量 mm （inch）                 | 155.2 (6.11)                  | 122.8 (4.835)                 | 136.1 (5.358)                 | 129.1 (5.083)                 | 133.4 (5.252)                 | 172.0 (6.772)                 | 267.2 (10.52)                 | 191.1 (7.524)                 | 209.7 (8.256)                 | 152.0 (5.984)                 | 123.0 (4.843)                 | 158.6 (6.244)                 | 1,937.5 (76.28)               |
| 降雪量 cm （inch）                 | 217 (85.4)                    | 172 (67.7)                    | 94 (37)                       | 6 (2.4)                       | 0 (0)                         | 0 (0)                         | 0 (0)                         | 0 (0)                         | 0 (0)                         | 0 (0)                         | 5 (2)                         | 123 (48.4)                    | 611 (240.6)                   |
| 平均降水日数 （≥1.0 mm）           | 19.9                          | 15.4                          | 15.5                          | 12.0                          | 12.0                          | 12.4                          | 15.3                          | 11.2                          | 12.4                          | 11.7                          | 14.1                          | 18.5                          | 170.7                         |
| 平均月間日照時間                   | 78.3                          | 105.0                         | 144.3                         | 177.0                         | 205.7                         | 165.2                         | 162.0                         | 196.9                         | 144.6                         | 143.8                         | 116.3                         | 79.9                          | 1,714.7                       |
| 出典1：Japan Meteorological Agency |                               |                               |                               |                               |                               |                               |                               |                               |                               |                               |                               |                               |                               |
| 出典2：気象庁                      |                               |                               |                               |                               |                               |                               |                               |                               |                               |                               |                               |                               |                               |

| 河合（1991年 - 2020年）の気候      | 河合（1991年 - 2020年）の気候 | 河合（1991年 - 2020年）の気候 | 河合（1991年 - 2020年）の気候 | 河合（1991年 - 2020年）の気候 | 河合（1991年 - 2020年）の気候 | 河合（1991年 - 2020年）の気候 | 河合（1991年 - 2020年）の気候 | 河合（1991年 - 2020年）の気候 | 河合（1991年 - 2020年）の気候 | 河合（1991年 - 2020年）の気候 | 河合（1991年 - 2020年）の気候 | 河合（1991年 - 2020年）の気候 | 河合（1991年 - 2020年）の気候 |
| 月                                 | 1月                           | 2月                           | 3月                           | 4月                           | 5月                           | 6月                           | 7月                           | 8月                           | 9月                           | 10月                          | 11月                          | 12月                          | 年                            |
| ---------------------------------- | ----------------------------- | ----------------------------- | ----------------------------- | ----------------------------- | ----------------------------- | ----------------------------- | ----------------------------- | ----------------------------- | ----------------------------- | ----------------------------- | ----------------------------- | ----------------------------- | ----------------------------- |
| 最高気温記録 °C （°F）             | 13.3 (55.9)                   | 15.6 (60.1)                   | 24.5 (76.1)                   | 29.8 (85.6)                   | 32.2 (90)                     | 34.8 (94.6)                   | 35.5 (95.9)                   | 36.4 (97.5)                   | 35.2 (95.4)                   | 29.0 (84.2)                   | 24.3 (75.7)                   | 17.0 (62.6)                   | 36.4 (97.5)                   |
| 平均最高気温 °C （°F）             | 1.9 (35.4)                    | 3.2 (37.8)                    | 7.9 (46.2)                    | 15.7 (60.3)                   | 21.8 (71.2)                   | 24.8 (76.6)                   | 28.1 (82.6)                   | 29.5 (85.1)                   | 25.0 (77)                     | 19.0 (66.2)                   | 12.1 (53.8)                   | 4.8 (40.6)                    | 16.2 (61.2)                   |
| 日平均気温 °C （°F）               | −1.5 (29.3)                   | −1.2 (29.8)                   | 2.0 (35.6)                    | 8.3 (46.9)                    | 14.6 (58.3)                   | 18.8 (65.8)                   | 22.6 (72.7)                   | 23.5 (74.3)                   | 19.3 (66.7)                   | 12.9 (55.2)                   | 6.6 (43.9)                    | 1.1 (34)                      | 10.6 (51.1)                   |
| 平均最低気温 °C （°F）             | −4.6 (23.7)                   | −5.0 (23)                     | −2.3 (27.9)                   | 2.5 (36.5)                    | 8.4 (47.1)                    | 14.1 (57.4)                   | 18.8 (65.8)                   | 19.4 (66.9)                   | 15.3 (59.5)                   | 8.8 (47.8)                    | 2.7 (36.9)                    | −1.7 (28.9)                   | 6.4 (43.5)                    |
| 最低気温記録 °C （°F）             | −15.8 (3.6)                   | −14.9 (5.2)                   | −12.6 (9.3)                   | −7.3 (18.9)                   | −0.9 (30.4)                   | 3.8 (38.8)                    | 11.0 (51.8)                   | 10.6 (51.1)                   | 4.2 (39.6)                    | −1.2 (29.8)                   | −7.5 (18.5)                   | −14.3 (6.3)                   | −15.8 (3.6)                   |
| 降水量 mm （inch）                 | 199.2 (7.843)                 | 149.8 (5.898)                 | 148.6 (5.85)                  | 124.1 (4.886)                 | 124.4 (4.898)                 | 166.8 (6.567)                 | 272.0 (10.709)                | 172.8 (6.803)                 | 206.0 (8.11)                  | 154.6 (6.087)                 | 133.8 (5.268)                 | 197.7 (7.783)                 | 2,049.7 (80.697)              |
| 降雪量 cm （inch）                 | 289 (113.8)                   | 223 (87.8)                    | 126 (49.6)                    | 15 (5.9)                      | 0 (0)                         | 0 (0)                         | 0 (0)                         | 0 (0)                         | 0 (0)                         | 0 (0)                         | 9 (3.5)                       | 169 (66.5)                    | 799 (314.6)                   |
| 平均降水日数 （≥1.0 mm）           | 21.6                          | 16.8                          | 16.0                          | 12.5                          | 11.6                          | 11.6                          | 14.9                          | 11.7                          | 12.5                          | 11.6                          | 14.4                          | 19.8                          | 175.1                         |
| 平均月間日照時間                   | 48.3                          | 73.3                          | 124.2                         | 174.6                         | 201.1                         | 153.2                         | 151.3                         | 173.0                         | 124.9                         | 118.8                         | 87.6                          | 51.5                          | 1,481.7                       |
| 出典1：Japan Meteorological Agency |                               |                               |                               |                               |                               |                               |                               |                               |                               |                               |                               |                               |                               |
| 出典2：気象庁                      |                               |                               |                               |                               |                               |                               |                               |                               |                               |                               |                               |                               |                               |

## 沿革
- 2004年（平成16年）2月1日 - 吉城郡古川町・神岡町・河合村・宮川村が新設合併して飛騨市を設置、発足[1]。

## 政治

### 行政

#### 市長
- 市長：都竹淳也（2016年3月7日就任、3期目）

歴代市長
| 代    | 氏名     | 就任日       | 退任日       |
| ----- | -------- | ------------ | ------------ |
| 初代  | 船坂勝美 | 2004年3月7日 | 2008年3月6日 |
| 2-3代 | 井上久則 | 2008年3月7日 | 2016年3月6日 |
| 4代-  | 都竹淳也 | 2016年3月7日 | 現職         |

#### 行政機関
市役所・振興事務所
- 飛驒市役所本庁舎
- 飛驒市役所西庁舎
- 宮川振興事務所
- 神岡振興事務所
- 河合振興事務所

### 議会

#### 市議会
- 定数：13人
- 任期：2024年3月7日 - 2028年3月6日
- 議長：井端浩二 (無所属)
- 副議長：水上雅廣 (無所属)

| 会派名 | 議席数 |
| ------ | ------ |
| 無会派 | 13     |

#### 県議会
- 選挙区：飛騨市選挙区
- 定数：1人
- 任期：2023年4月30日 - 2027年4月29日

| 氏名     | 会派名         |
| -------- | -------------- |
| 布俣正也 | 県政自民クラブ |

#### 国会
衆議院
- 選挙区：岐阜4区（高山市、美濃加茂市、可児市、飛騨市、郡上市、下呂市、加茂郡、可児郡、大野郡）
- 任期：2024年10月28日 - 2028年10月26日
- 投票日：2024年10月27日
- 当日有権者数：320,078人
- 投票率：63.91％

| 当落 | 候補者名 | 年齢 | 所属党派   | 新旧別 | 得票数    | 得票率 | 重複 |
| ---- | -------- | ---- | ---------- | ------ | --------- | ------ | ---- |
| 当   | 今井雅人 | 62   | 立憲民主党 | 元     | 114,032票 | 57.26% | ○    |
|      | 金子俊平 | 46   | 自由民主党 | 前     | 85,129票  | 42.74% | ○    |

## 出先機関・施設

### 国家機関

#### 国土交通省
- 中部地方整備局高山国道事務所
  - 神岡維持出張所
  - 茂住除雪センター
  - 数河除雪センター
  - 古川除雪センター
- 北陸地方整備局神通川水系砂防事務所

#### 農林水産省
林野庁
- 中部森林管理局飛騨森林管理署
  - 古川森林事務所
  - 大谷森林事務所
  - 夏厩森林事務所
  - 神岡森林事務所
  - 栃尾森林事務所
  - 蒲田治山事務所

### 施設

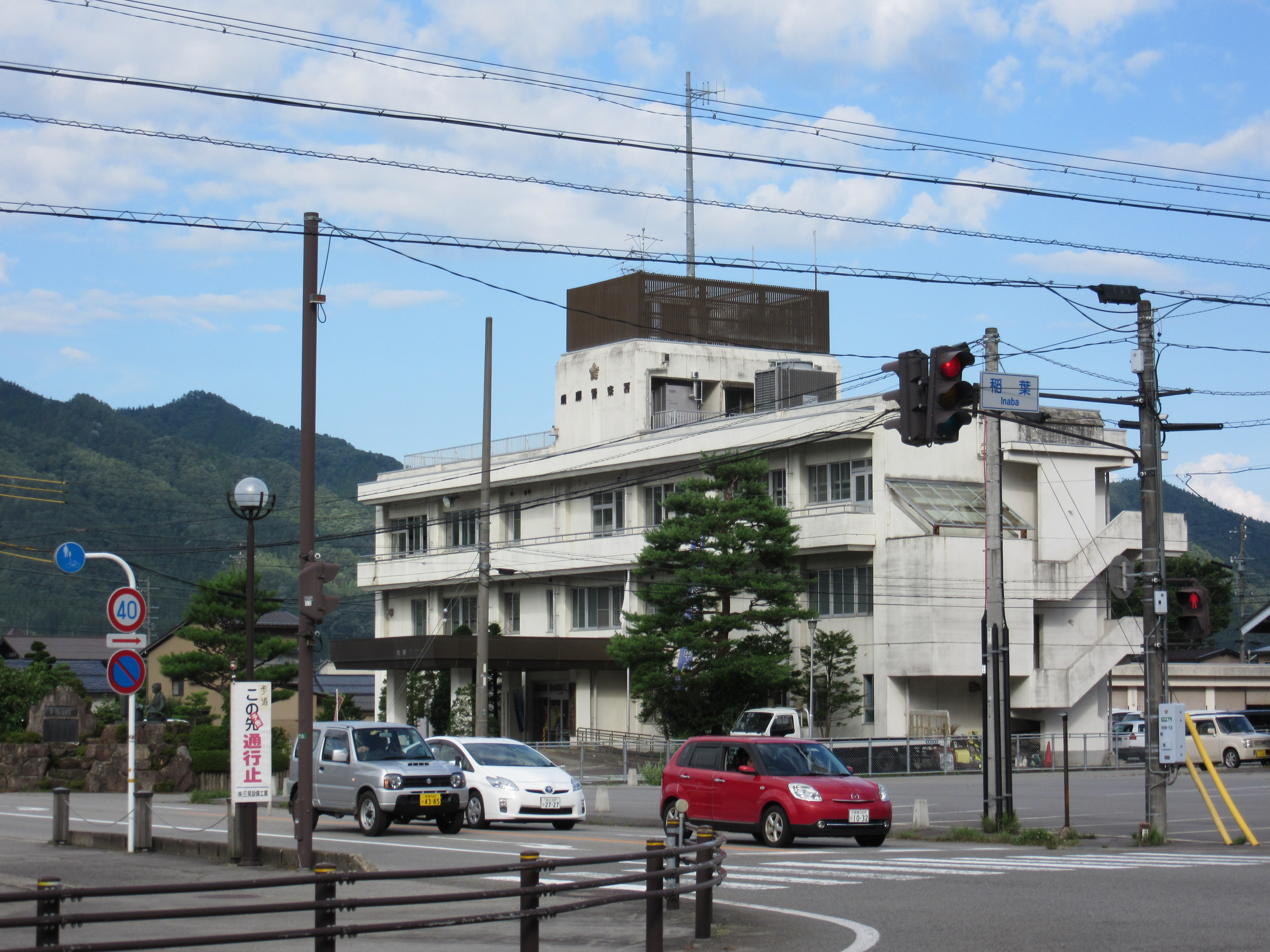
飛騨警察署

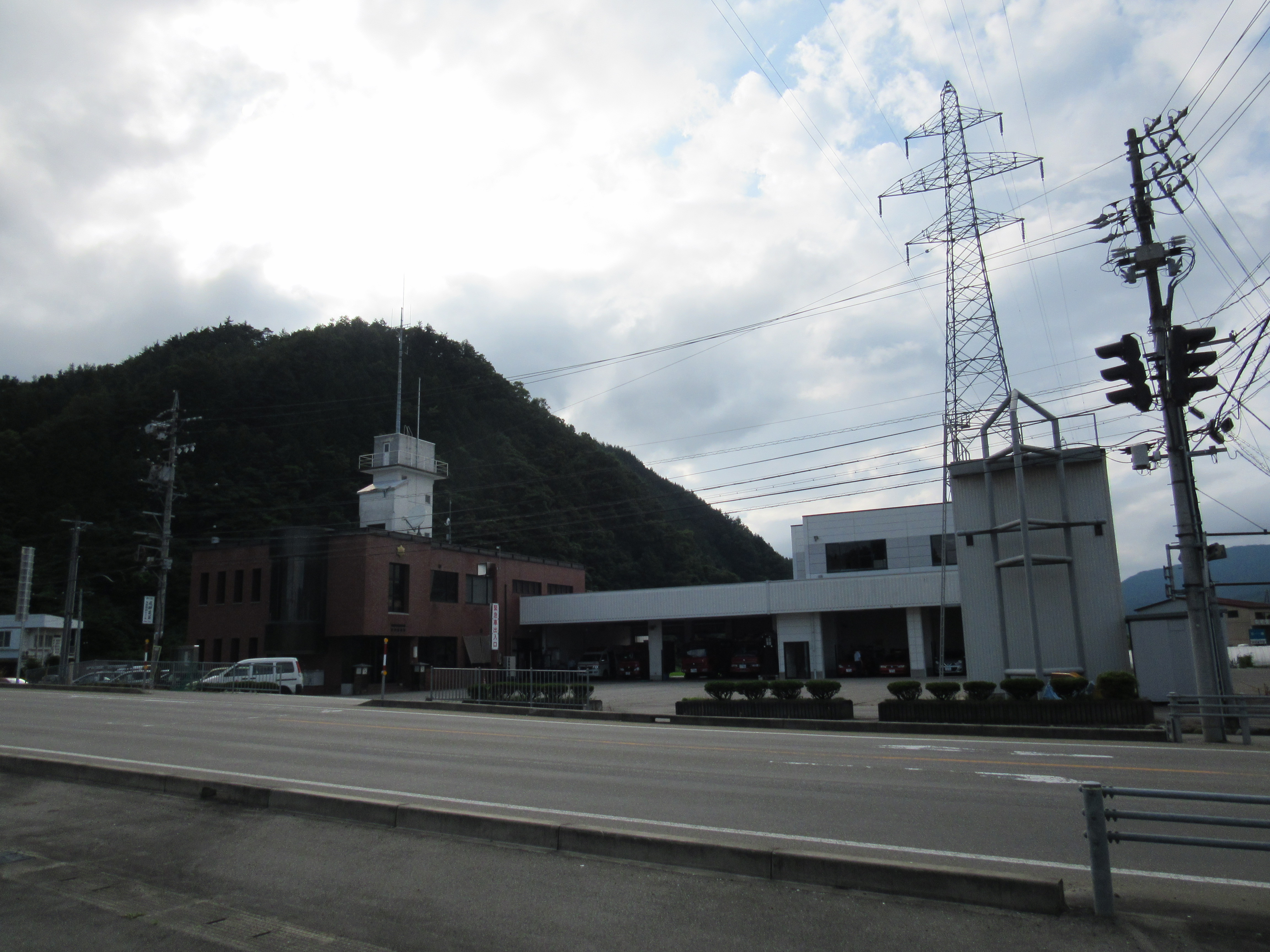
飛驒市消防本部

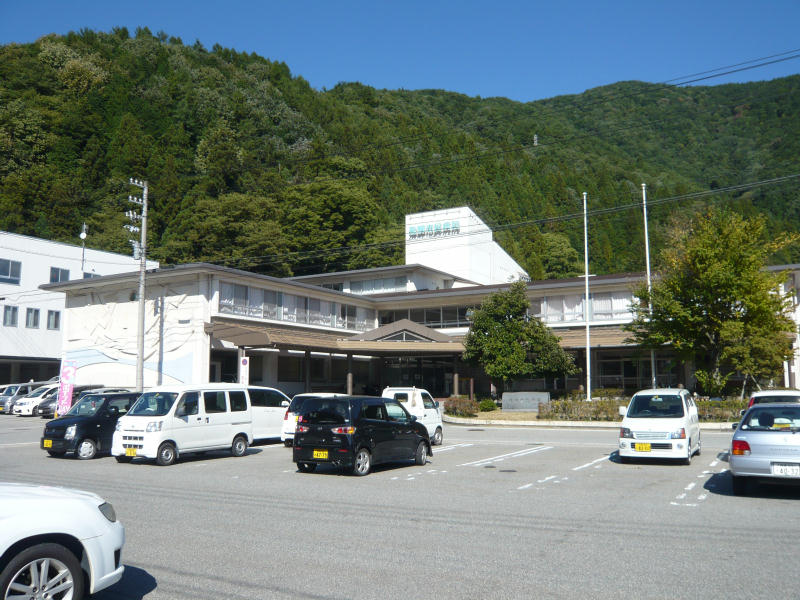
飛驒市民病院

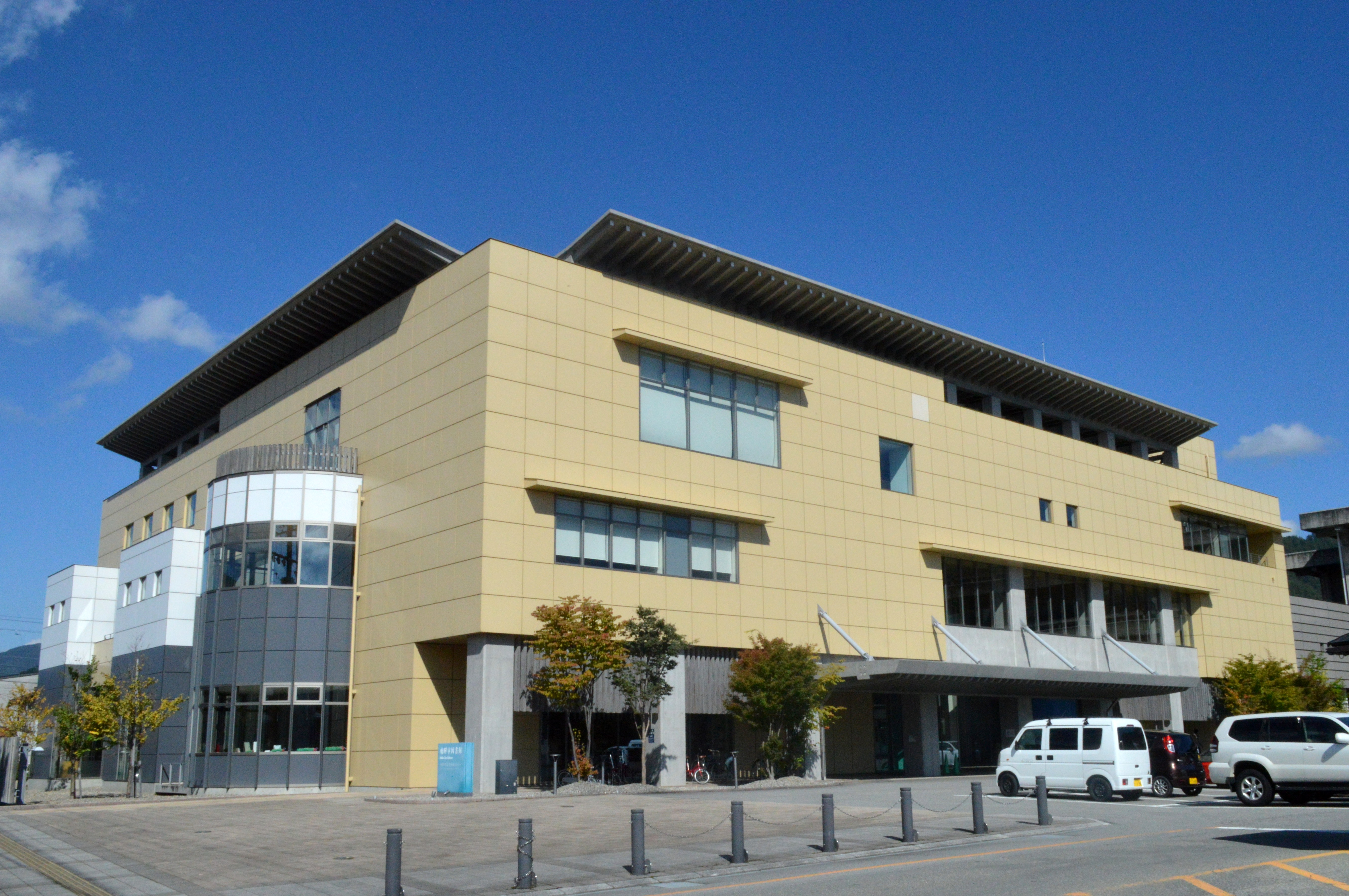
飛驒市図書館

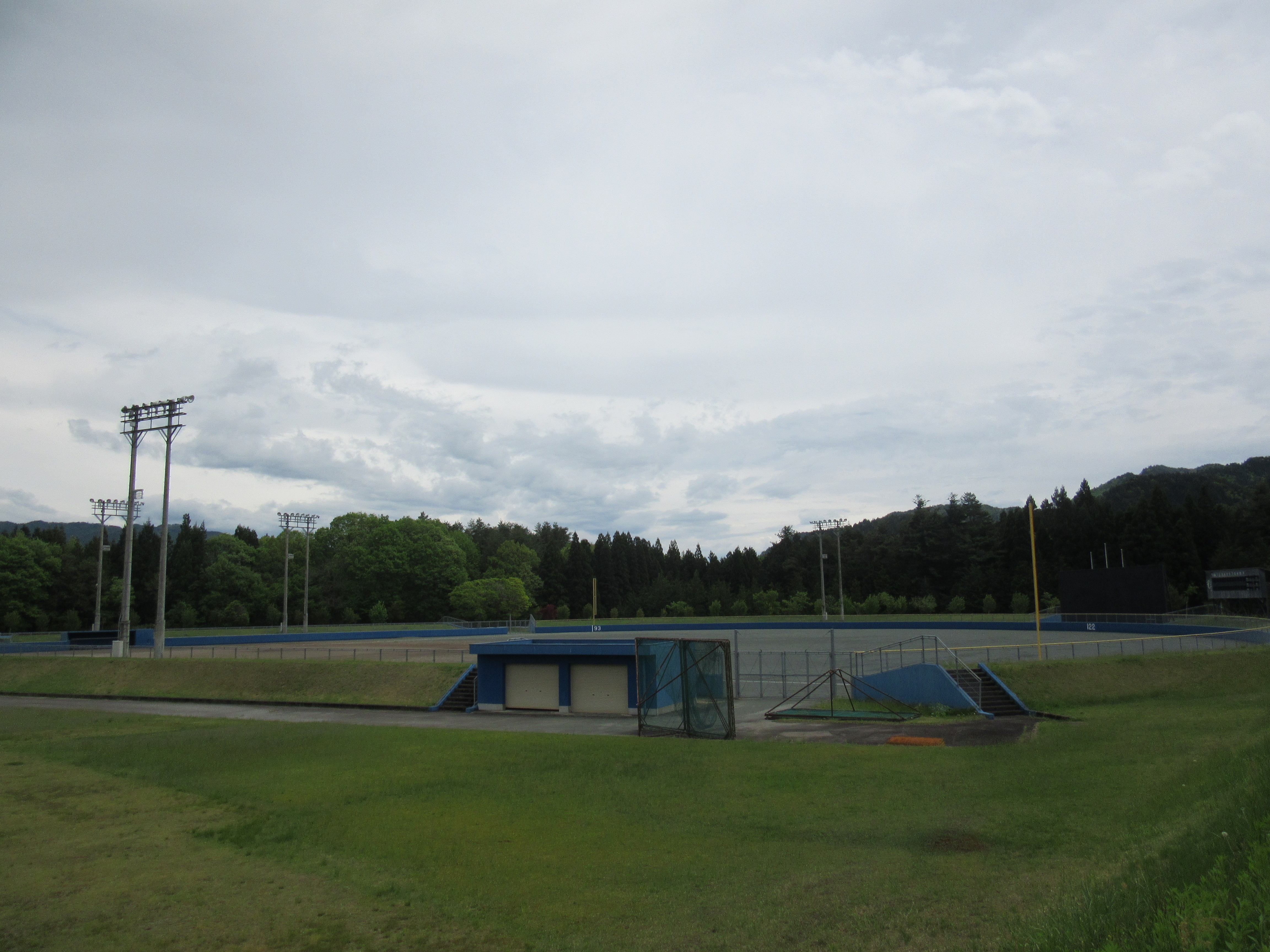
サン・スポーツランドふるかわ球場

#### 警察
本部
- 岐阜県警察 飛騨警察署

交番
- 署所在地交番（飛騨市古川町朝開町）
- 神岡警部交番（飛騨市神岡町殿） - 旧神岡警察署

駐在所
- 鷹狩警察官駐在所（飛騨市古川町谷）
- 河合警察官駐在所（飛騨市河合町角川）
- 宮川警察官駐在所（飛騨市宮川町森）
- 山田警察官駐在所（飛騨市神岡町西）
- 茂住警察官駐在所（飛騨市神岡町東茂住）

#### 消防
本部
- 飛驒市消防本部

消防署
- 古川消防署（飛騨市古川町高野）
  - 北分署（飛騨市宮川町西忍）
- 神岡消防署（飛騨市神岡町船津）

#### 医療・福祉
主な病院
- 国民健康保険飛驒市民病院
- 古川病院

#### 郵便局
主な郵便局
- 神岡郵便局
- 飛騨古川郵便局

#### 図書館

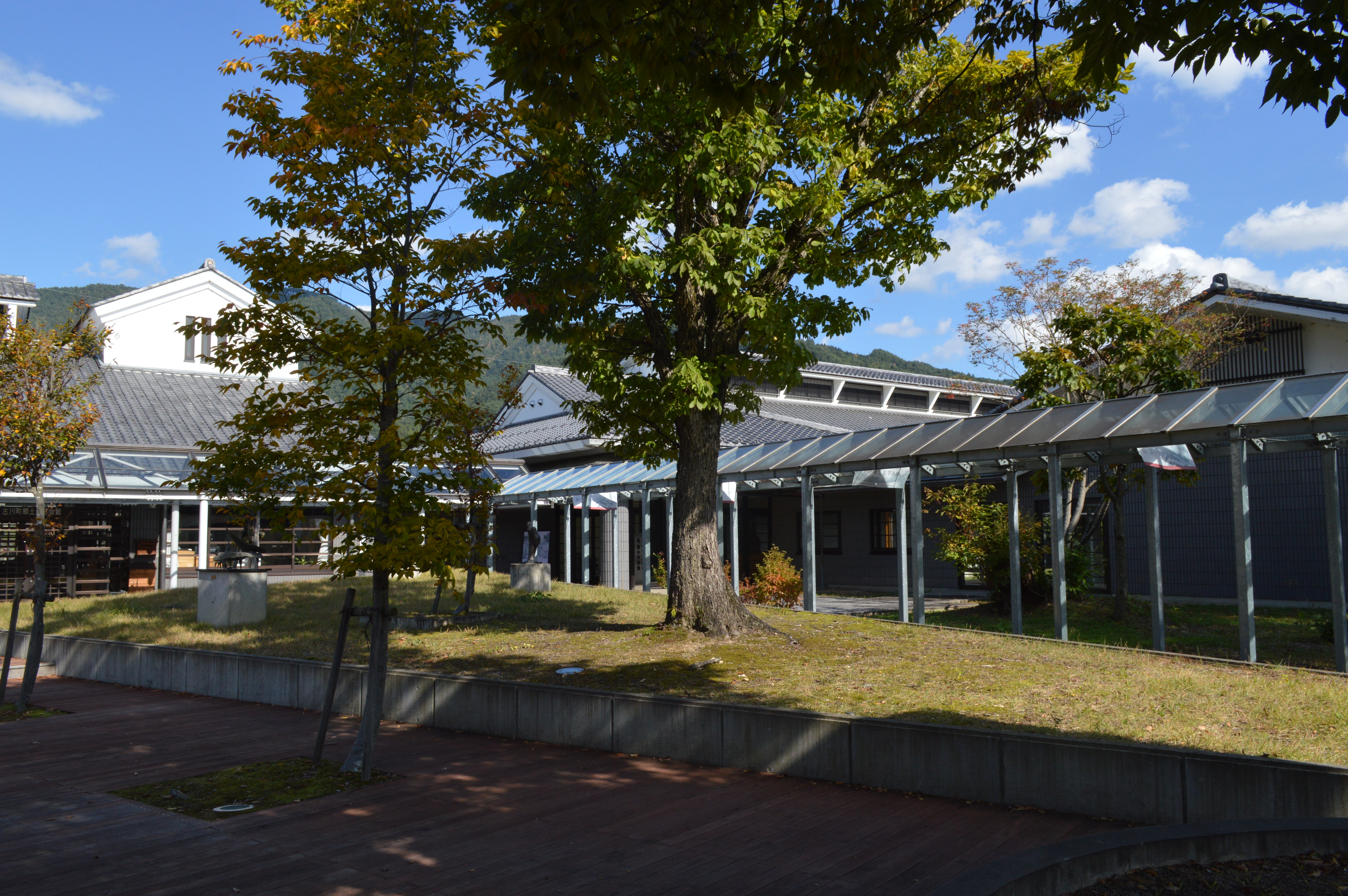
飛騨市美術館

- 飛驒市図書館
- 飛驒市神岡図書館
- 飛騨まんが王国

#### 文化施設
- 飛驒市文化交流センター
- 飛騨市友雪館

博物館・美術館
- 飛驒市美術館
- 飛騨の山樵館
- 飛驒みやがわ考古民俗館
- 飛騨古川まつり会館
- 飛騨の匠文化館

#### 運動施設
- 桜ヶ丘体育館
- 飛驒市サン・スポーツランドふるかわ野球場
- 飛驒市森林公園
- 飛驒市宮川スポーツ公園
- スターシュプール緑風リゾートひだ流葉

## 対外関係

### 姉妹都市・提携都市

#### 国内
姉妹都市
| 都市     | 都道府県      | 地方     | 年月日                                            |
| -------- | ------------- | -------- | ------------------------------------------------- |
| 南知多町 | 愛知県 知多郡 | 中部地方 | 1980年（昭和55年）5月6日 - 旧神岡町と姉妹都市提携 |

提携都市
| 都市   | 都道府県        | 地方     | 年月日                                              |
| ------ | --------------- | -------- | --------------------------------------------------- |
| 河合町 | 奈良県 北葛城郡 | 近畿地方 | 2002年（平成14年）12月27日 - 旧河合村と友好都市提携 |

#### 海外
姉妹都市
| 都市         | 国                 | 地域               | 年月日                                             |
| ------------ | ------------------ | ------------------ | -------------------------------------------------- |
| リバン       | ベルギー王国       | リュクサンブール州 | 1996年（平成8年）9月9日 - 旧宮川村と姉妹都市提携   |
| ロイタッシュ | オーストリア共和国 | チロル州           | 1998年（平成10年）1月23日 - 旧河合村と姉妹都市提携 |

提携都市
| 都市   | 国               | 地域   | 年月日                     |
| ------ | ---------------- | ------ | -------------------------- |
| 新港郷 | 台湾（中華民国） | 嘉義県 | 2017年（平成29年）10月13日 |

その他
- 旧古川町がルーマニア交流協会に加入している。

## 経済

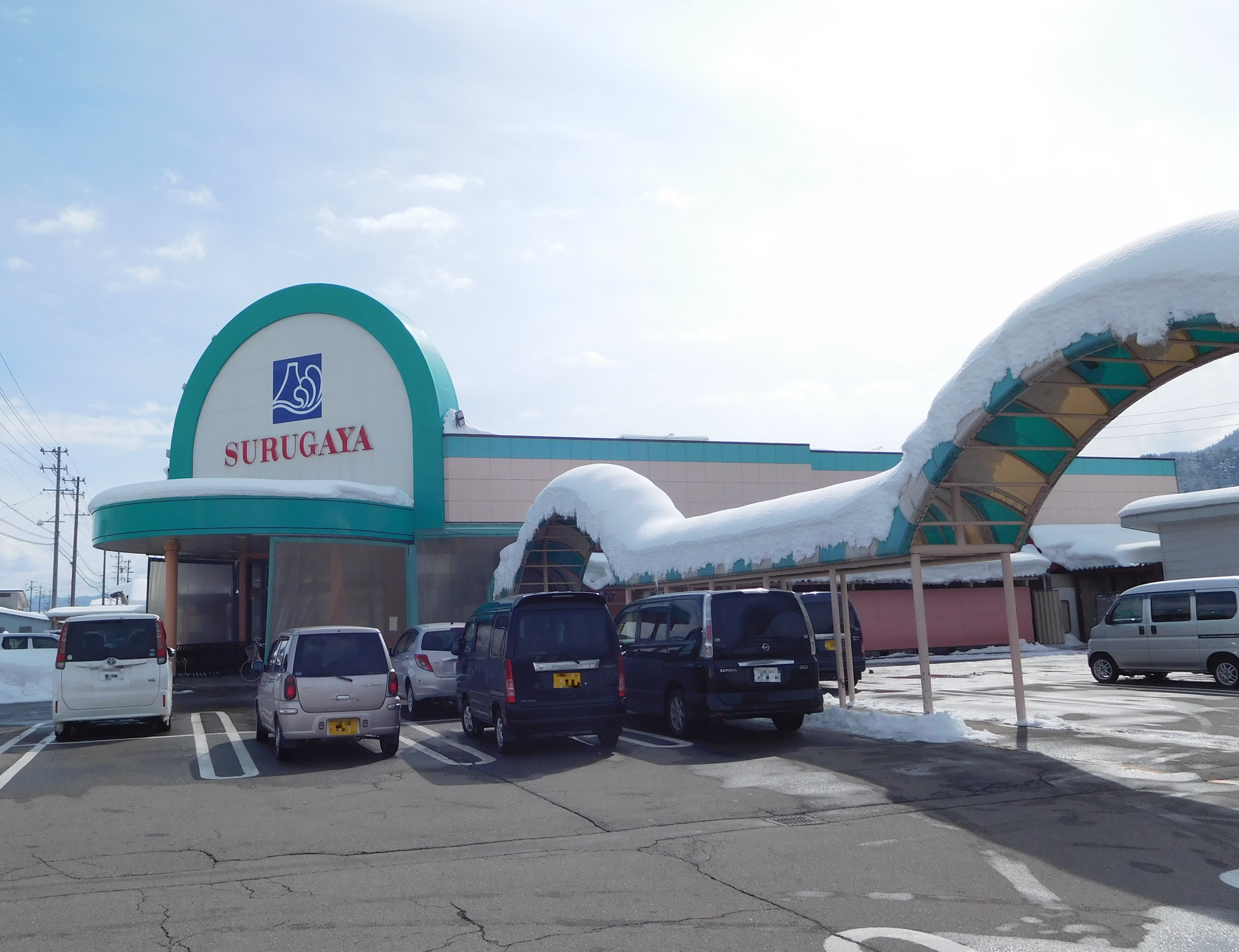
駿河屋魚一 古川店

### 第一次産業

#### 農業
農業協同組合
- 飛騨農業協同組合
- 飛騨酪農農業協同組合

### 第二次産業

#### 工業
主な工場
- アルプス薬品工業
- イビデン物産 飛騨工場
- 神岡鉱業

### 第三次産業

#### 商業
主な商業施設
- コメリ 神岡店
- ジャンボあらき 古川店
- 駿河屋魚一 古川店
- バロー 神岡店

## 情報・生活

### マスメディア

#### 新聞社
地方紙
- 神岡ニュース

#### 中継局
- 神岡中継局
- 神岡流葉中継局

### ライフライン

#### 電力
- 中部電力パワーグリッド（下記以外）
- 北陸電力送配電（旧・神岡町、旧・坂下村）

#### ガス
- 都市ガスはない。

#### 電気通信
- NTT西日本　(フレッツ光は一部地域)
- 飛騨高山ケーブルネットワーク　(一部地域)
- 中部テレコミュニケーション　(コミュファ) (コミュファ光テレビ)

## 教育・研究機関

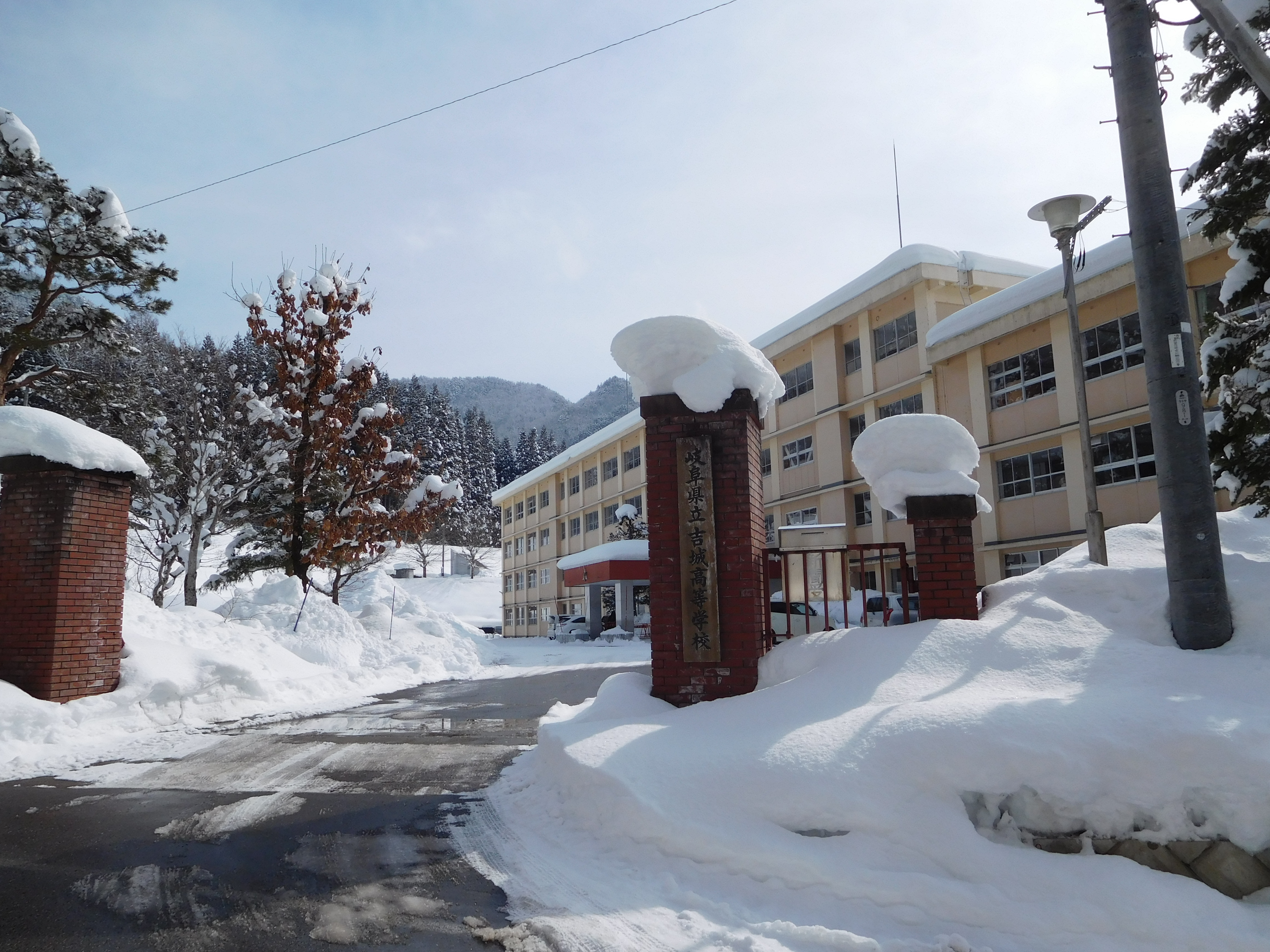
岐阜県立吉城高等学校

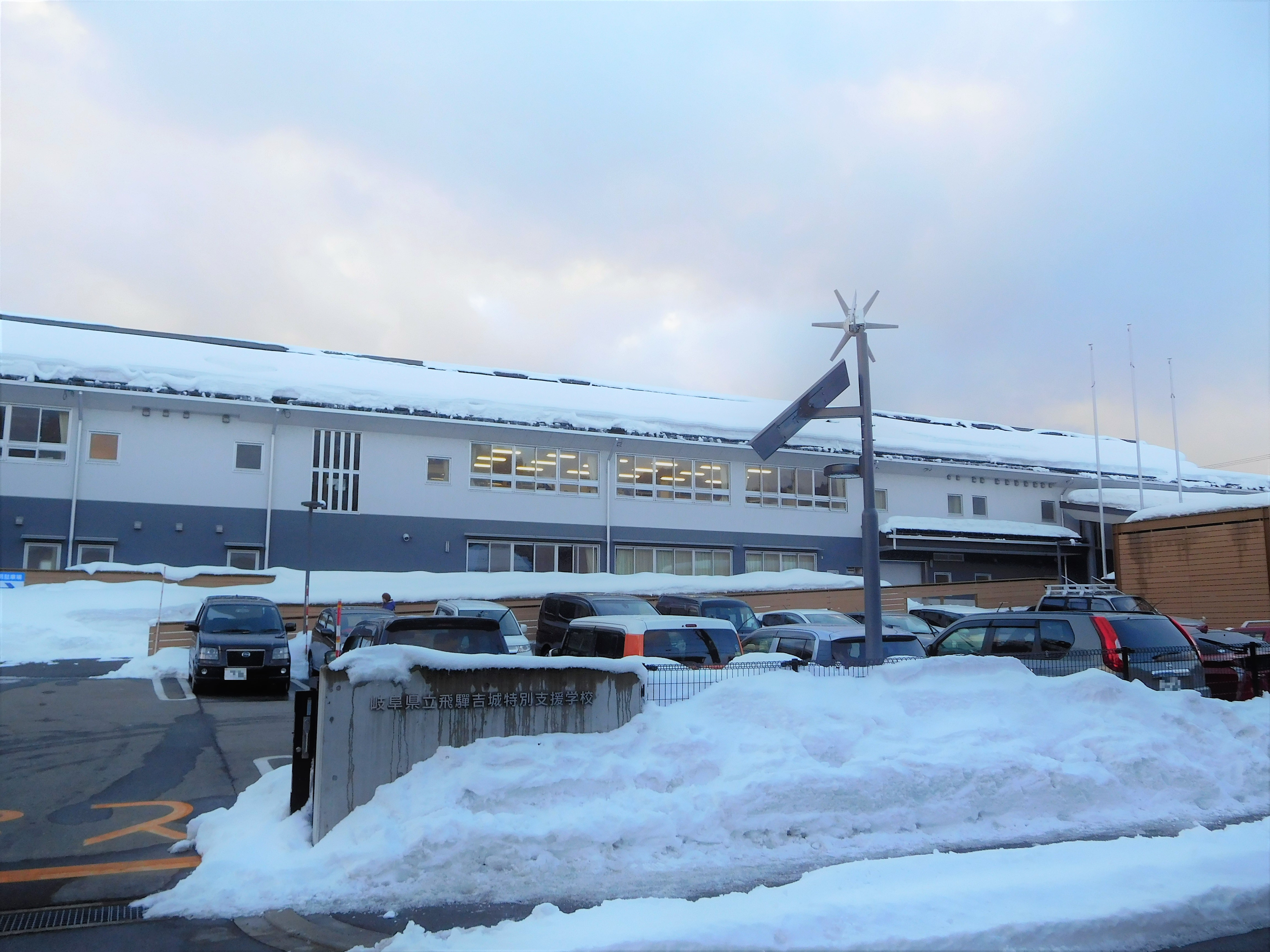
岐阜県立飛騨吉城特別支援学校

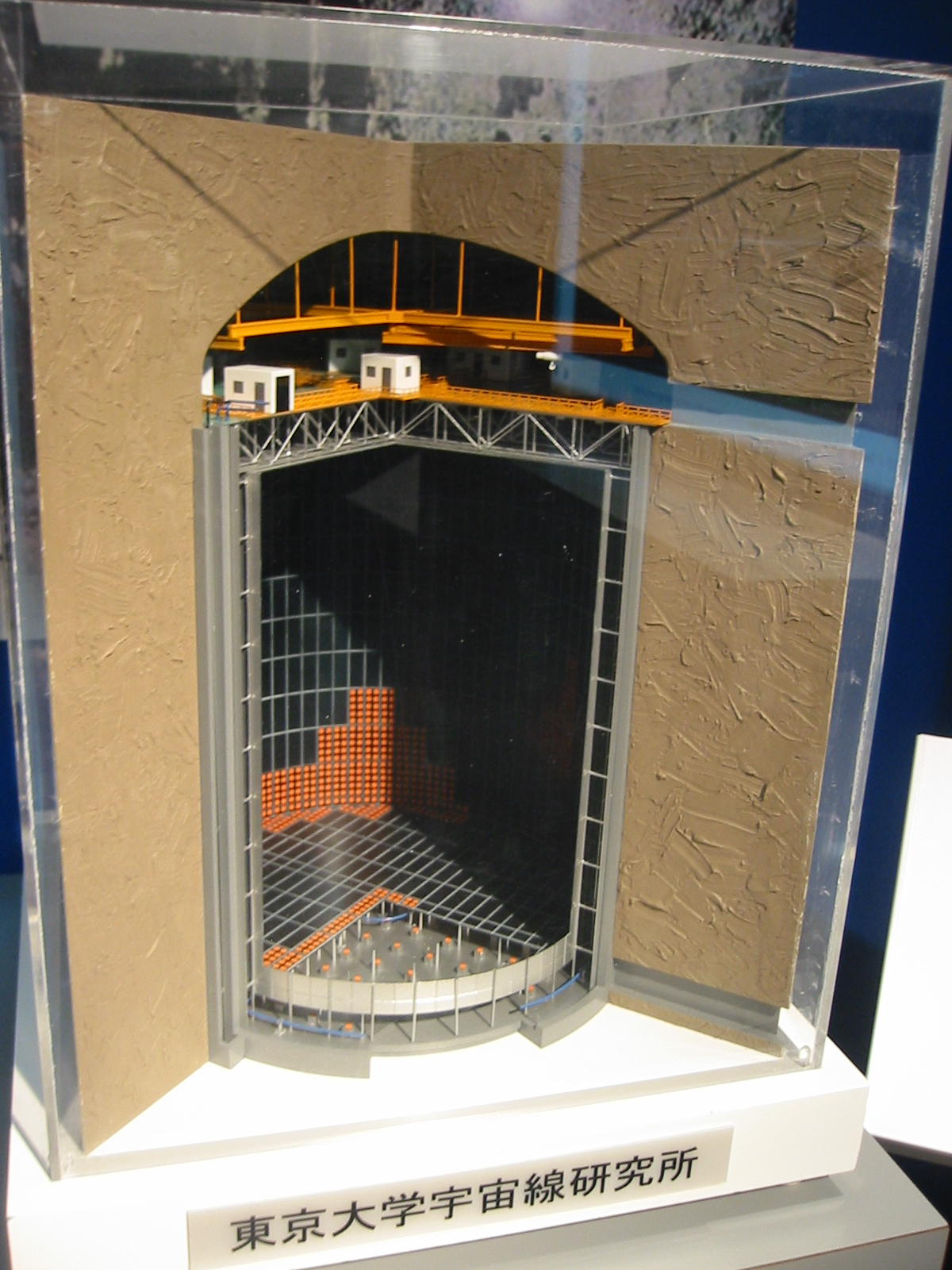
カミオカンデ模型

### 大学
国立
- 東京大学 神岡宇宙素粒子研究施設

### 高等学校
県立
- 岐阜県立飛騨神岡高等学校
- 岐阜県立吉城高等学校

### 中学校
市立
- 飛驒市立古川中学校
- 飛驒市立神岡中学校

### 小学校
市立
- 飛驒市立古川小学校
- 飛驒市立古川西小学校
- 飛驒市立河合小学校
- 飛驒市立宮川小学校
- 飛驒市立神岡小学校

### 小中併設校
市立
- 飛驒市立山之村小中学校

### 特別支援学校
県立
- 岐阜県立飛騨吉城特別支援学校

### その他教育施設
- 高山建築学校
- カムランド
- カミオカンデ
- スーパーカミオカンデ
- ハイパーカミオカンデ
- XMASS
- KAGRA

## 交通

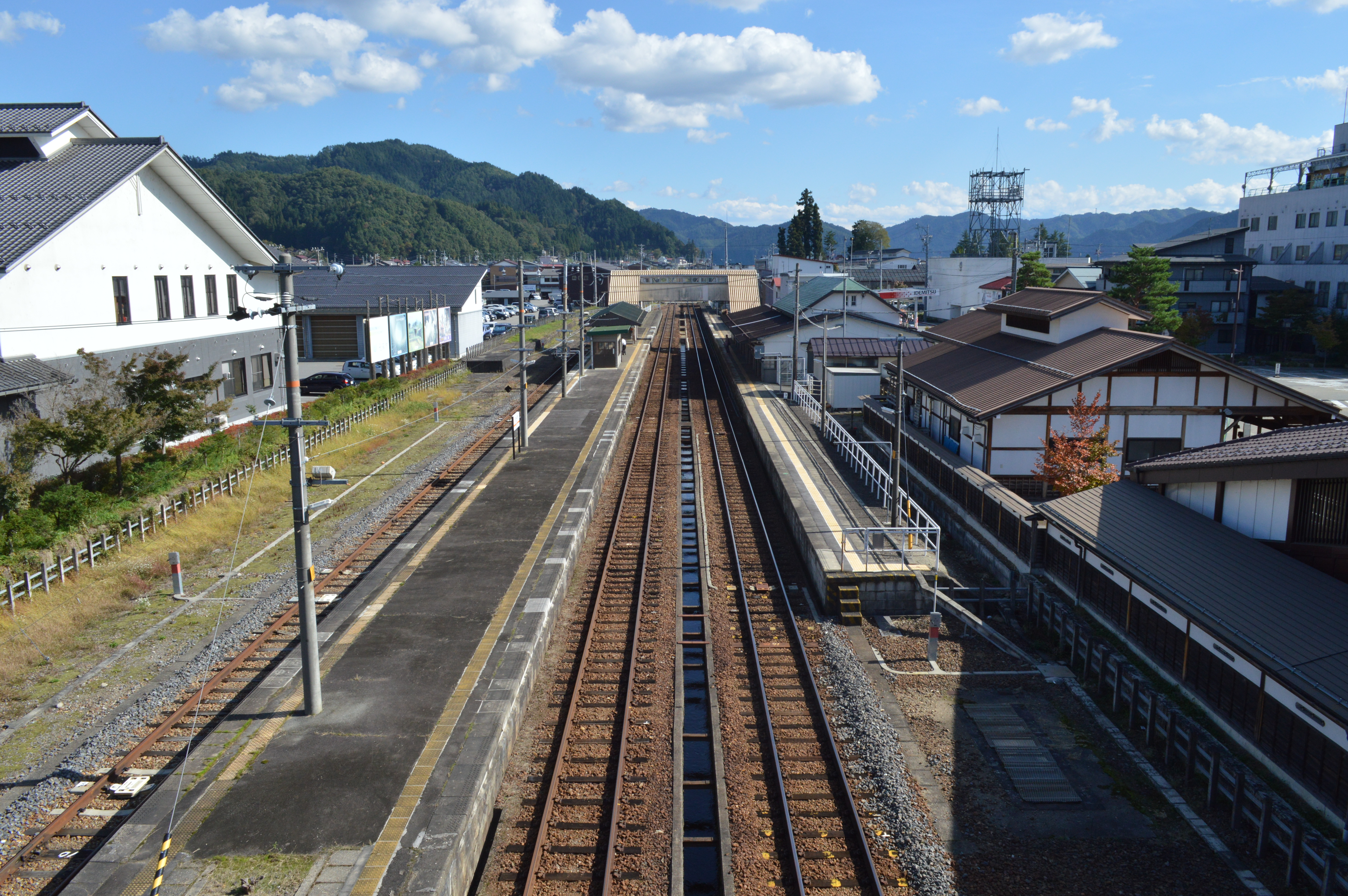
飛騨古川駅

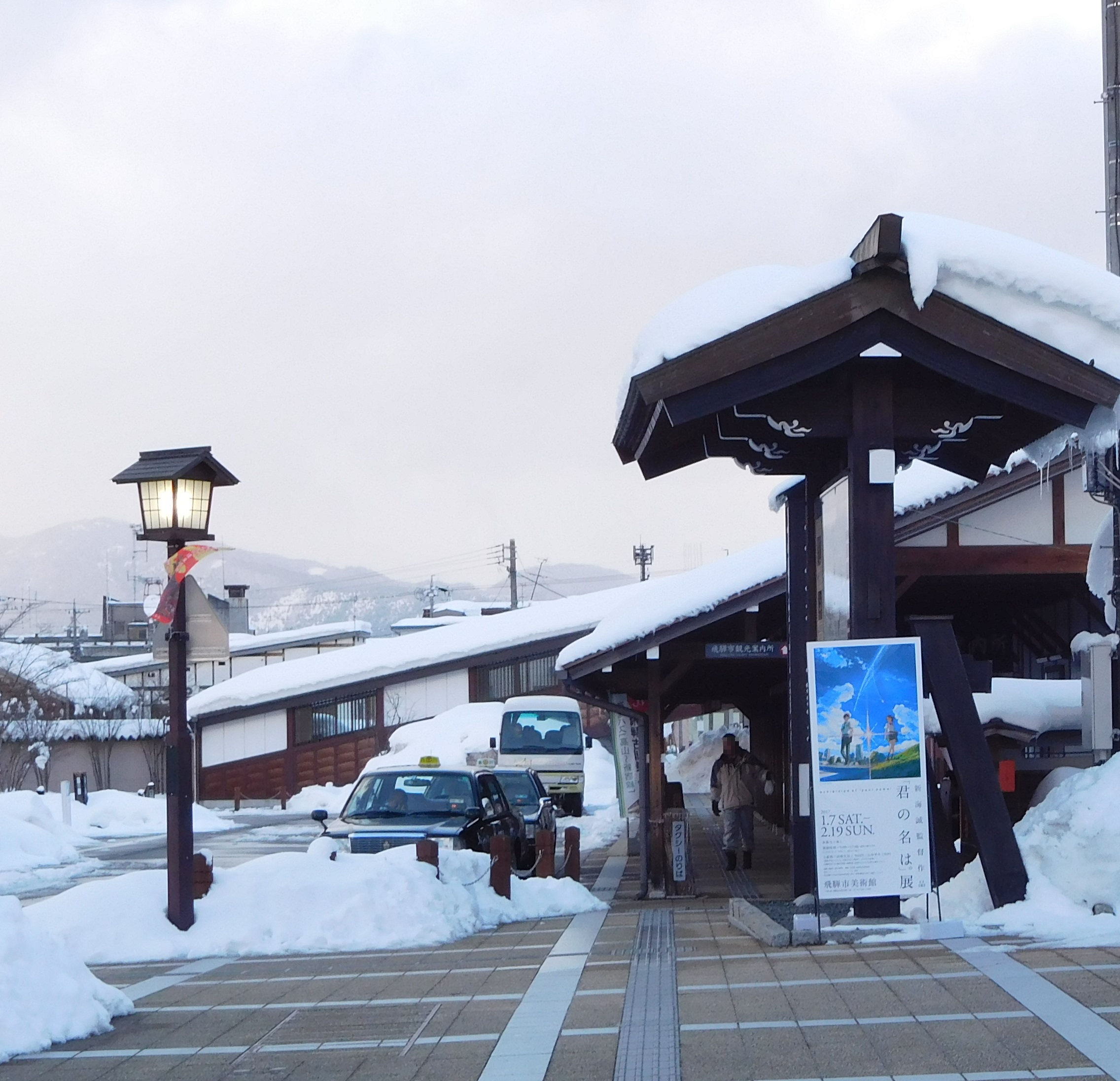
飛騨古川駅前バス・タクシーロータリー

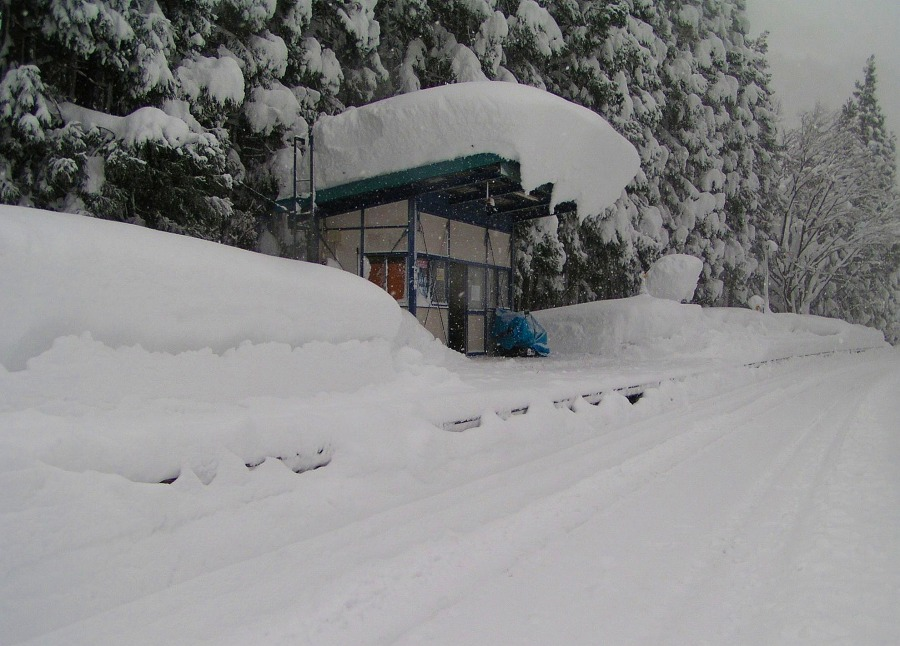
冬の旧神岡鉄道漆山駅

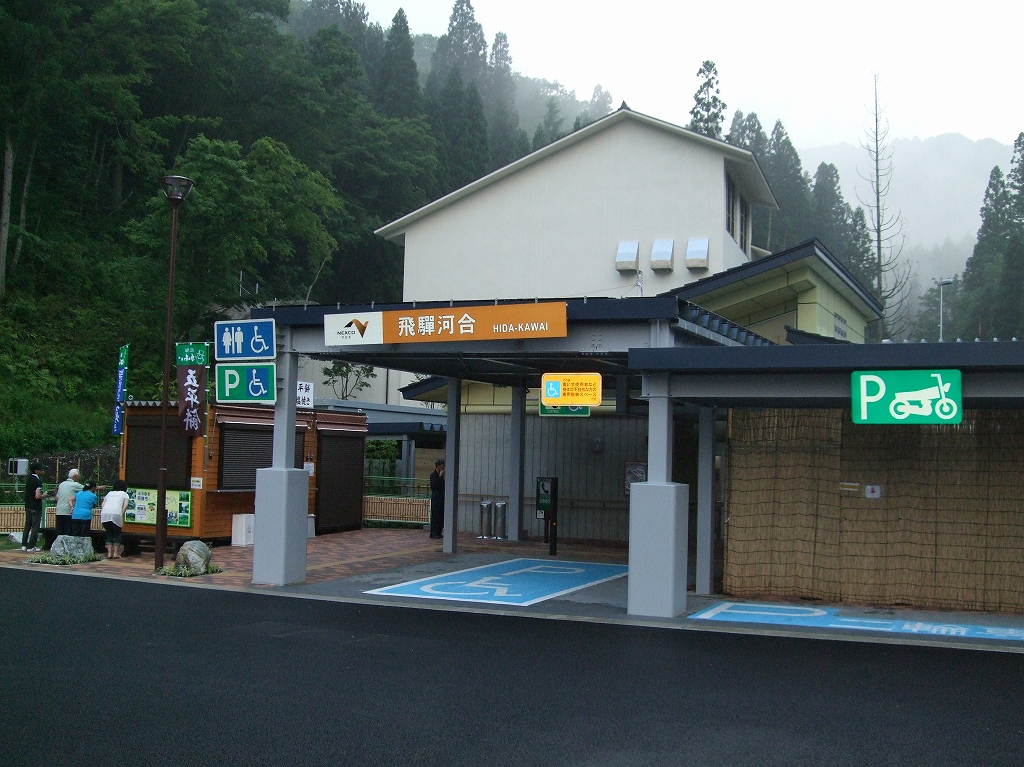
飛騨河合PA

### 鉄道
東海旅客鉄道（JR東海）
- 高山本線：飛騨古川駅 - 杉崎駅 - 飛騨細江駅 - 角川駅 - 坂上駅 - 打保駅 - 杉原駅

### バス

#### 路線バス
- 濃飛バス
- 飛驒市営バス

#### 都市間バス
- 高速バス バスタ新宿（新宿駅） - 深大寺バスストップ - 飛騨高山・飛騨古川（濃飛バス・京王電鉄バス）

### 道路

#### 高速道路
中日本高速道路（NEXCO中日本）
- 東海北陸自動車道
  - （高山市）- 飛騨河合PA -（大野郡白川村）

#### 国道
- 国道41号
- 国道360号
- 国道471号
- 国道472号

#### 県道
主要地方道
- 富山県道・岐阜県道34号利賀河合線
- 岐阜県道75号神岡河合線
- 岐阜県道90号古川清見線

一般県道
- 岐阜県道471号谷高山線
- 岐阜県道473号鼠餅古川線
- 岐阜県道476号古川国府線
- 岐阜県道477号長倉神岡線
- 岐阜県道478号清見河合線
- 岐阜県道479号古川宇津江四十八滝国府線
- 岐阜県道480号飛騨古川停車場線
- 岐阜県道481号坂上停車場線
- 岐阜県道483号稲越角川停車場線
- 岐阜県道484号打保神岡停車場線

#### 道の駅
- 道の駅アルプ飛騨古川（古川町）
- 道の駅飛騨古川いぶし（古川町）（廃止）
- 道の駅宙ドーム・神岡（神岡町）

## 観光

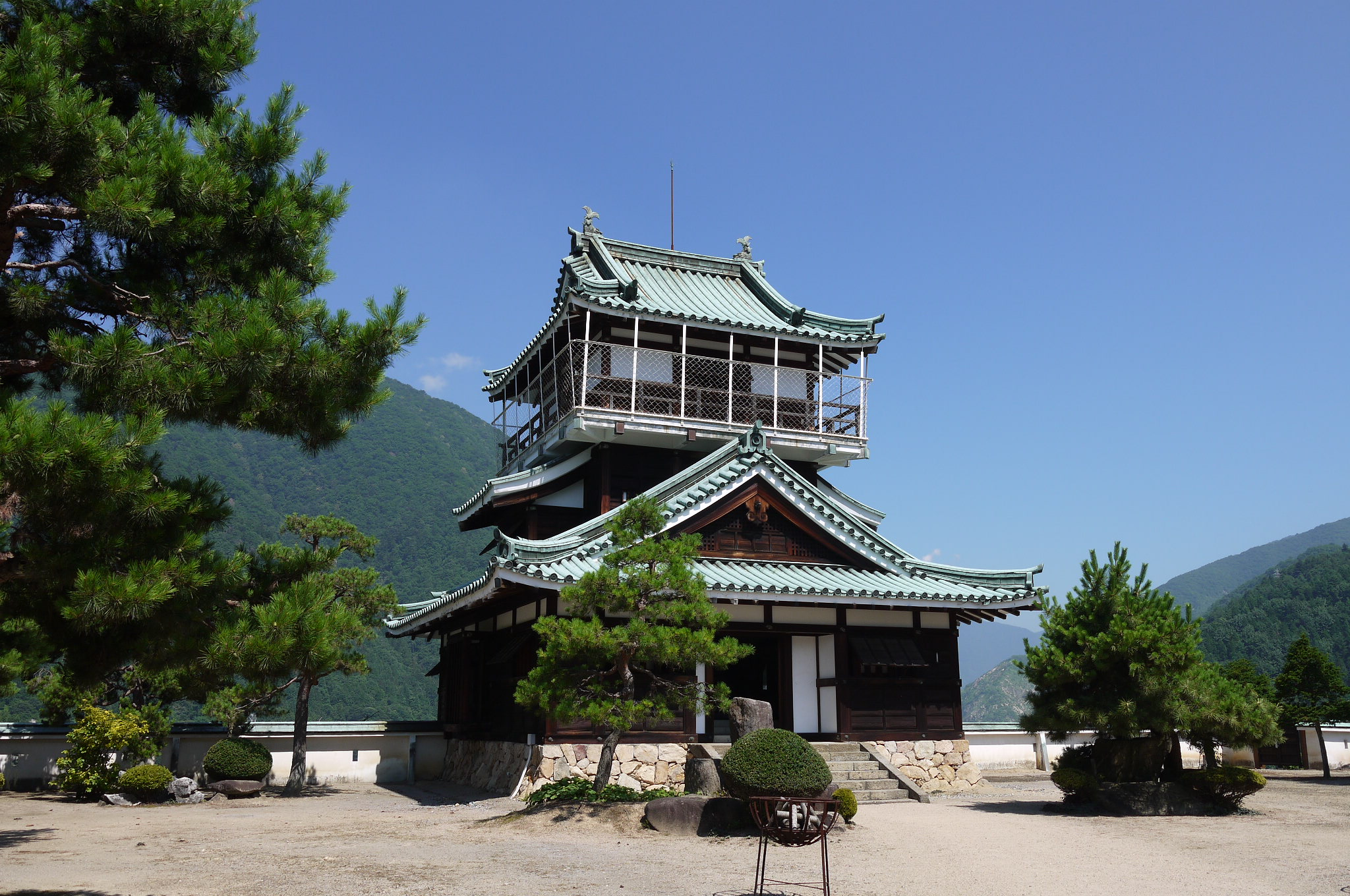
神岡城

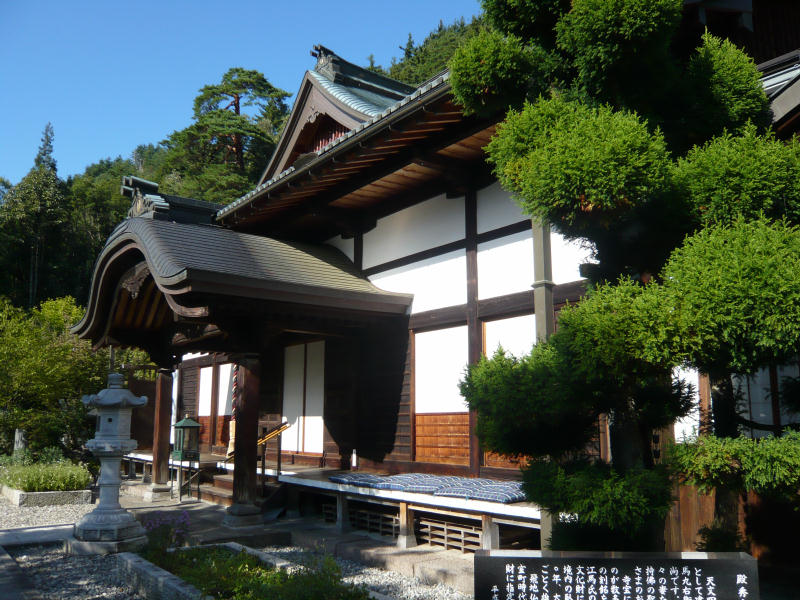
瑞岸寺

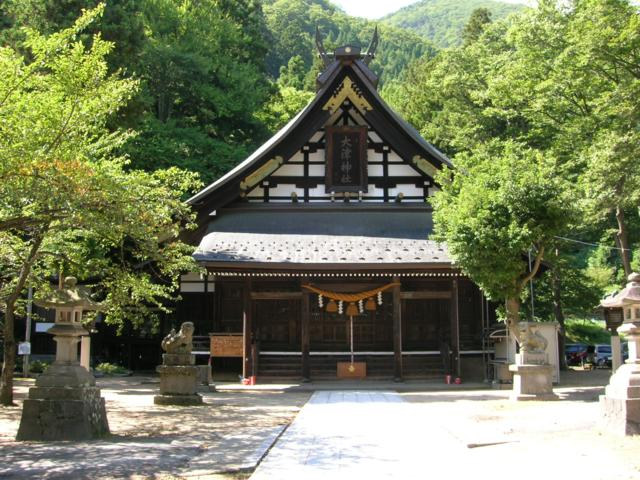
大津神社

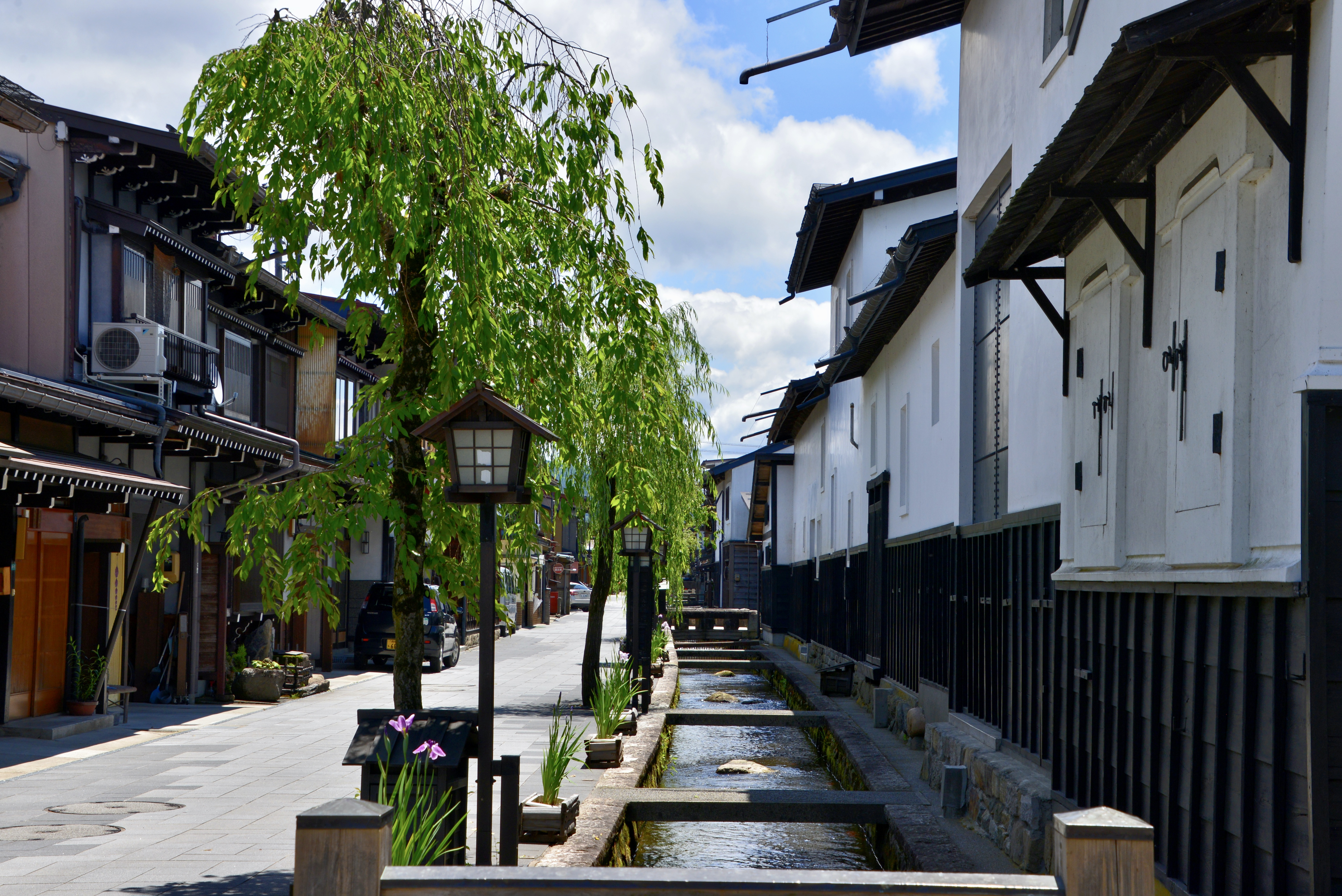
古川町の白壁土蔵街

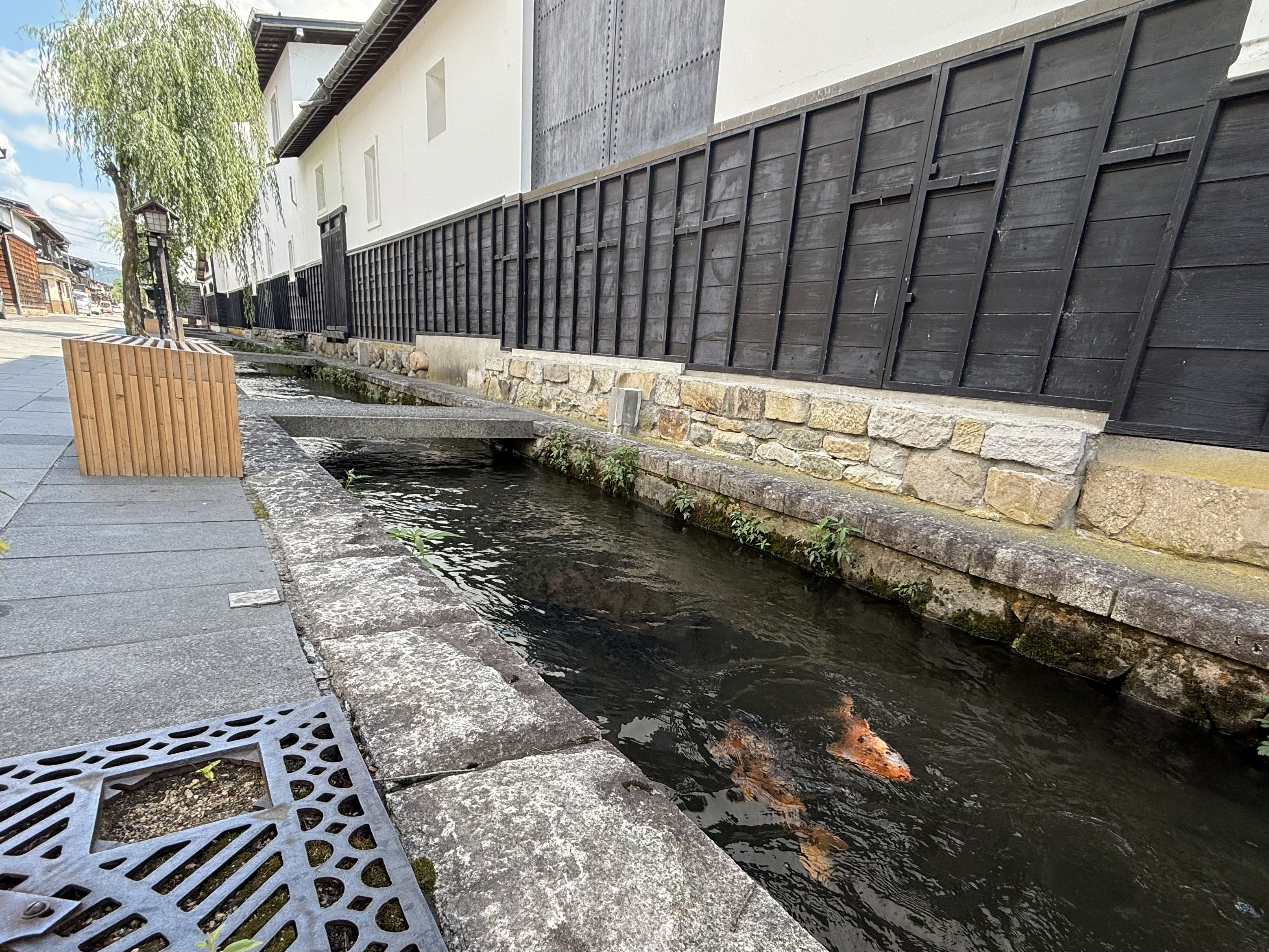
岐阜県飛騨市古川の瀬戸川の鯉

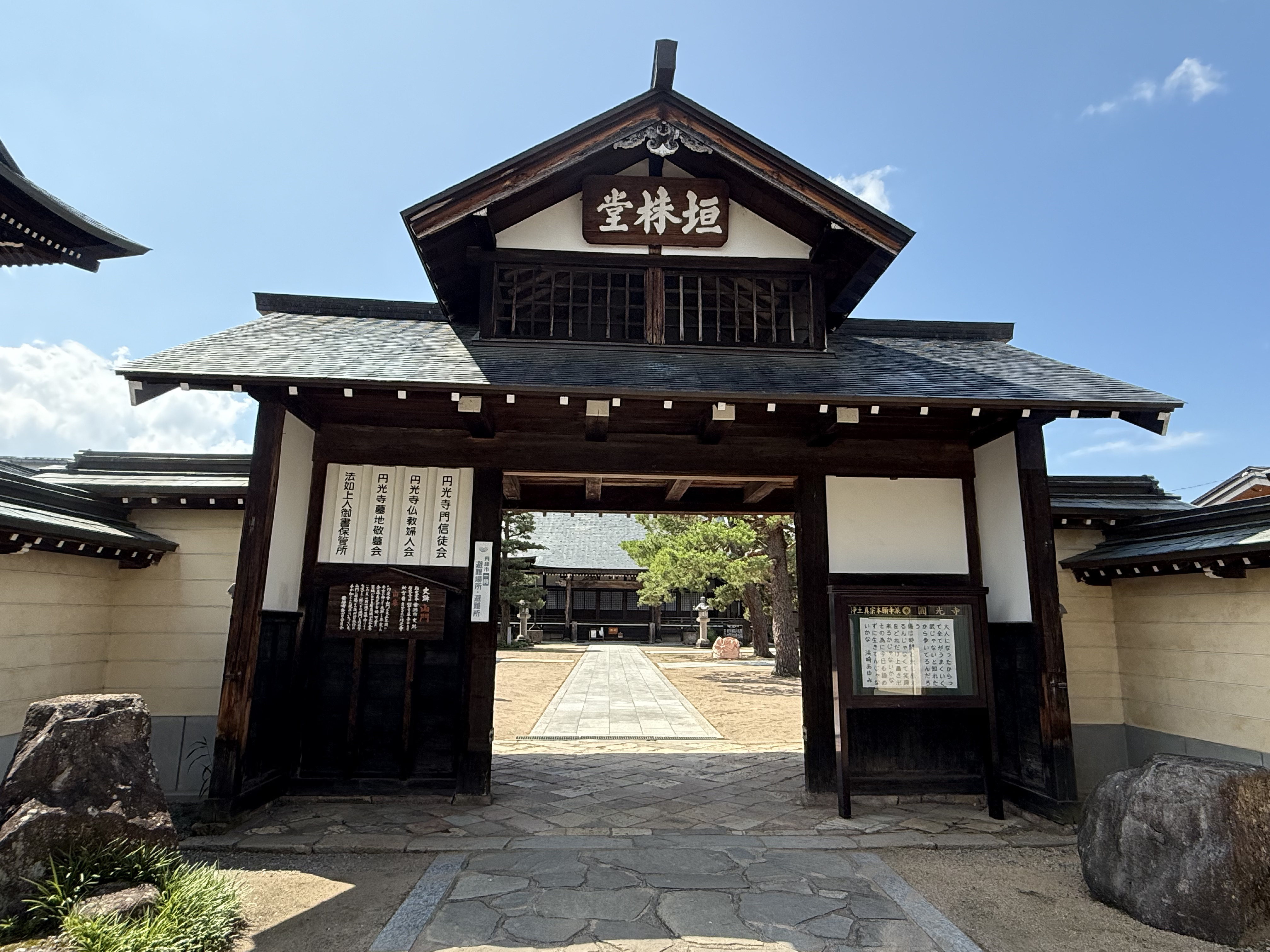
岐阜県飛騨市古川の円光寺山門

### 名所・旧跡
城郭・館
- 神岡城
- 小島城
- 小鷹利城
- 高原諏訪城 - 国の史跡
- 鍋山城
- 古川城
- 増島城 - 指定史跡
- 向小島城
- 百足城

神社
- 大津神社（神岡町）
- 朝浦八幡宮（神岡町）
- 加茂若宮神社（神岡町）
- 白山神社（神岡町吉田）
- 白山神社（神岡町東町）
- 倉野神社（神岡町）
- 津島神社（神岡町山田）
- 貴船神社（古川町）
- 気多若宮神社（古川町）
- 高田神社（古川町）
- 大歳神社（古川町）
- 松尾白山神社（古川町）
- 五社神社（古川町）
- 白山神社（古川町数河）
- 白山神社（古川町中野）
- 諏訪神社（古川町杉崎）
- 神明神社（河合町）
- 富士神社（河合町）
- 白山神社（河合町新名）
- 富岡神社（宮川町）
- 神明神社（宮川町）

寺院
- 円光寺
- 殿円城寺
- 船津円城寺
- 汲月院
- 久昌寺
- 金龍寺
- 玄昌寺
- 光円寺
- 慈眼寺
- 寿楽寺
- 真宗寺
- 瑞岸寺（岐阜県最古の木造建築物、小萱観音堂がある）
- 洞雲寺（立達磨）
- 洞泉寺
- 本光寺
- 林昌寺

### 観光スポット
- 白壁土蔵街

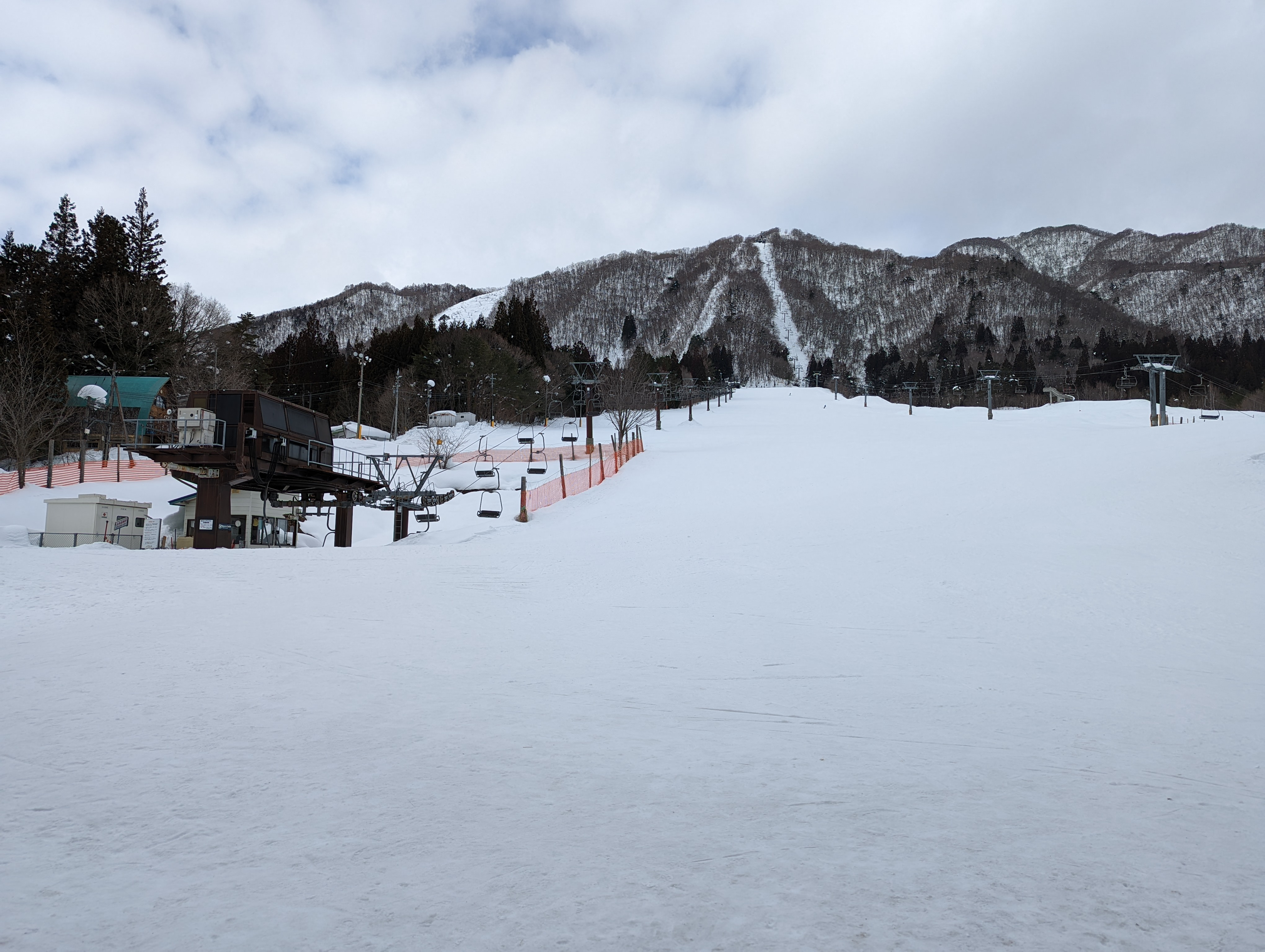
スターシュプール緑風リゾートひだ流葉

  - 飛騨古川駅から徒歩数分の中心街では、地元住民により白壁蔵造りの建物が並ぶ街並みが守られている。近年、散策に訪れる観光客が多くなり、住民による町おこしが成果を挙げている。
- 江馬氏城館跡（国の史跡）
- 江馬氏館跡庭園（国の名勝）
- 瀬戸川用水（疏水百選）
- 種蔵棚田の雨上がりの石積（かおり風景100選）
- 神岡鉱山
- レールマウンテンバイク - 旧神岡鉄道のレールの上を、フレームにがっちり固定したレールバイク走るアクティビティ[5]。
- 池ヶ原湿原
- 天生湿原
- 高原郷土館
  - 神岡城
  - 鉱山資料館
  - 旧松葉家
- 飛騨かわいスキー場
- スターシュプール緑風リゾートひだ流葉
- 友雪館
- 飛騨ハイランドカントリークラブ
- 飛騨ハイランドスキー場
- 山之村牧場
- 数河高原
- まんがサミットハウス おんり～湯 飛騨まんが王国

温泉
- 流葉温泉
- 古川温泉
- 割石温泉
- 飛騨古川桃源郷温泉

## 文化・名物

### 祭事・催事

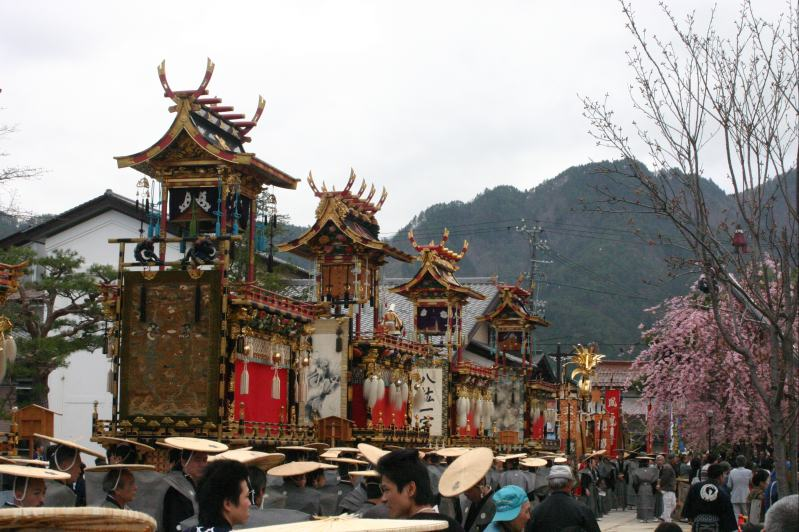
古川祭

- 古川祭 - 4月19日、20日に開催される気多若宮神社例祭。
  - 「神輿行列」と、静の「屋台行列」、動の「起し太鼓」の3つの行事からなる。「古川祭の起し太鼓・屋台行事」の名称で国の重要無形民俗文化財、ユネスコ無形文化遺産にも指定されている。
- 神岡祭
  - 神岡町にある大津神社・八幡宮・白山神社が同日に行う例祭の総称で、高山祭、古川祭とともに飛騨三大祭に数えられる。
- 数河獅子[6]
  - 毎年9月5日に、古川町の下数河の松尾白山神社と上数河の宮田白山神社で1年交代で行われる。高麗獅子ともいう。
- 三寺まいり[7]
  - 毎年1月15日夜に、古川町の3つの寺（円光寺・真宗寺・本光寺）を和服を着た女性が詣る縁結びの行事。町内各所にはろうそくが灯される。

### 名産・特産
清酒

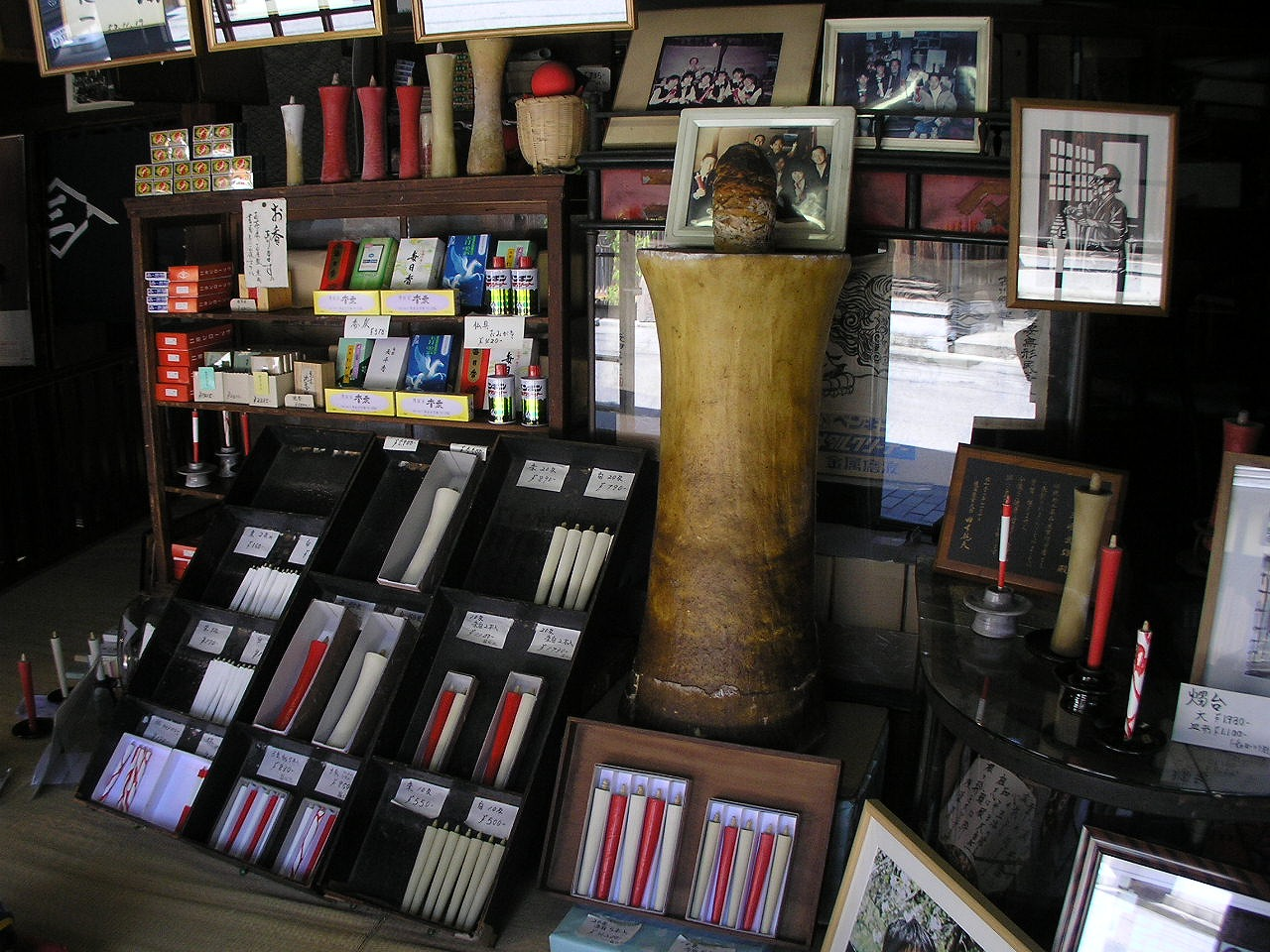
和蝋燭 三嶋屋（古川）

古川地区には、飛騨地方を代表する清酒「蓬莱」「白真弓」などの蔵元が、神岡地区には飛騨地方を代表する清酒「飛騨娘」などの蔵元がある。
和ろうそく
古川地区では和ろうそくの生産が盛んである。
2002年に朝の連続テレビ小説「さくら」の舞台となった。朝ドラの放映時にはドラマのモデルとなった和ろうそく店に注文が殺到し、観光客も増加した。
木工品
- 一位一刀彫 - 飛騨地方で生産される木工品。

食事
- 神岡とんちゃん（牛ホルモン）神岡名物
- 河ふぐ（ナマズ料理）
- みだらしだんご（醤油だんご） - 飛騨地方で食される団子。串団子、醤油だんごの一種である。

## 出身関連著名人
- 尾留川正平 - 地理学者[9]、筑波大学名誉教授[10]（旧船津町、後の神岡町出身[9]）
- 谷澤智文 - シンガーソングライター (旧神岡町出身）
- 根尾昂 - 中日ドラゴンズに所属するプロ野球選手（旧河合村出身）

### 名誉市民
飛騨市の名誉市民は合併時の旧町村の名誉町民・名誉村民を引き継いでいる。飛騨市発足後の最初の名誉市民は梶田隆章である。
- 荒垣秀雄 - 旧・神岡町名誉町民[12]
- 小柴昌俊 - 旧・神岡町名誉町民[13]
- 小林幸雄 - 旧・宮川村名誉村民
- 戸塚洋二 - 旧・神岡町名誉町民
- 梶田隆章[11]

## 作品

### 飛騨市を舞台とした作品
- ルパン三世 風魔一族の陰謀 - 1987年に東宝系で劇場公開。モンキー・パンチ原作のアニメルパン三世の劇場映画第4作。
- さくら - NHK朝の連続テレビ小説。旧古川町が舞台となった。
- 君の名は。 - 飛騨古川駅をモデルとした駅や、飛騨市図書館をモデルとした図書館も登場する。映画で飛騨市は架空の町「糸守町」として描かれている[14]。
- ガッタン ガッタン それでもゴー - 2015年のNHK岐阜放送局制作の地域発ドラマ。
- 氷菓 - 主人公たちが通っている学校である神山高校のモデルは斐太高校である。作者の米澤穂信は神岡町出身。2012年にテレビアニメ化。